# マリー・ド・メディシスの生涯

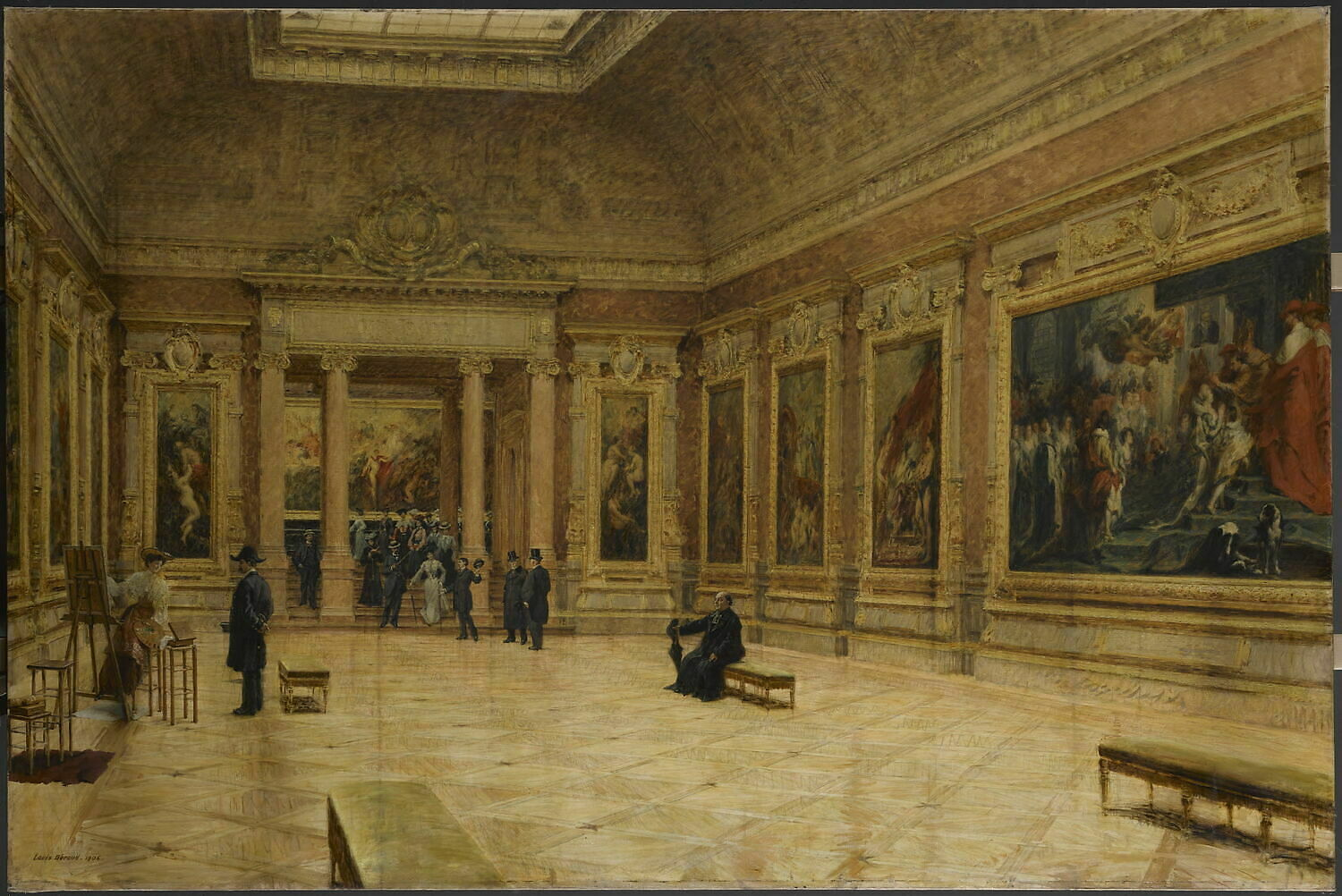
ルイ・ベローが描いた、ルーヴルで展示されている『マリー・ド・メディシスの生涯』（1904年）

『マリー・ド・メディシスの生涯』（マリー・ド・メディシスのしょうがい、仏: Cycle de Marie de Médicis）は、フランドルの画家ピーテル・パウル・ルーベンスが描いた24点の連作絵画の総称。フランス王アンリ4世妃のマリー・ド・メディシスが、パリのリュクサンブール宮殿改修時の装飾絵画として、1621年秋にルーベンスに制作を依頼した作品群である。1622年初頭に正式な絵画制作契約が結ばれ、マリーの娘アンリエット・マリーの結婚式に間に合うように制作が進められた。全24点の連作のうち、21点の作品の主題となっているのはマリーの生涯における重要な出来事で、マリーが経験してきた苦難や栄華が描かれている。残る3点の絵画にはマリーと両親の肖像画が描かれている。現在『マリー・ド・メディシスの生涯』はすべてパリのルーヴル美術館が所蔵しており、リシュリュー翼の「メディシスの間 (la Galerie Médicis)」または「ルーベンスの間」と呼ばれる部屋に展示されている。

## 制作依頼の背景
マリー・ド・メディシスが「この極めて壮大な計画を思いつき」、ルーベンスに連作絵画を描かせた背景について多くの説が存在する。ジョン・クーリッジは、ルーベンスがデザインを担当し、その工房が手掛けていた有名な連作タペストリ『コンスタンティヌス大帝の生涯 (en:The History of Constantine)』（1622年）にマリーが対抗心を持ったのではないかとしている。同時期にルーベンスは、後に連作『マリー・ド・メディシスの生涯』に組み入れられる、最初の数点の絵画も描いていた。また、当時のルーベンスは、マリーの息子でアンリ4世の死後にフランス王位に就いたルイ13世（在位1610年 - 1643年）の依頼で、油彩の習作を多く描いていた。このこともマリーが1621年の終わりにルーベンスに『マリー・ド・メディシスの生涯』の制作を依頼したことに影響を与えた可能性があると考えられている。しかしながら、マリーが『マリー・ド・メディシスの生涯』を制作させたもっとも大きな理由は、自身の生涯を不朽なものとするためであり、この壮大な計画を実行できるだけの能力を持ったルーベンスに白羽の矢が立ったとする説も有力である。当時のルーベンスは極めて優れた画家として高く評価されており、諸国の有力諸侯たちとも親密な関係を築いていた。たとえばマリーの妹エレオノーラが結婚したマントヴァ公ヴィンチェンツォ1世・ゴンザーガも、キャリア初期のルーベンスの才能を認めて自身の宮廷に迎えている。ルーベンスがマリーと交わした制作契約書は詳細なものではなく、マリーの生涯を何点の作品に描くのかが主な内容だった。これは未完に終わったマリーの夫アンリ4世の生涯を称える連作『アンリ4世の生涯』の制作契約書に比べると極めて内容の薄い契約書だった。契約書にはすべての人物像をルーベンス自ら描くこととされており、弟子は背景や細かな部分しか手掛けることができなかった。

## マリー・ド・メディシス

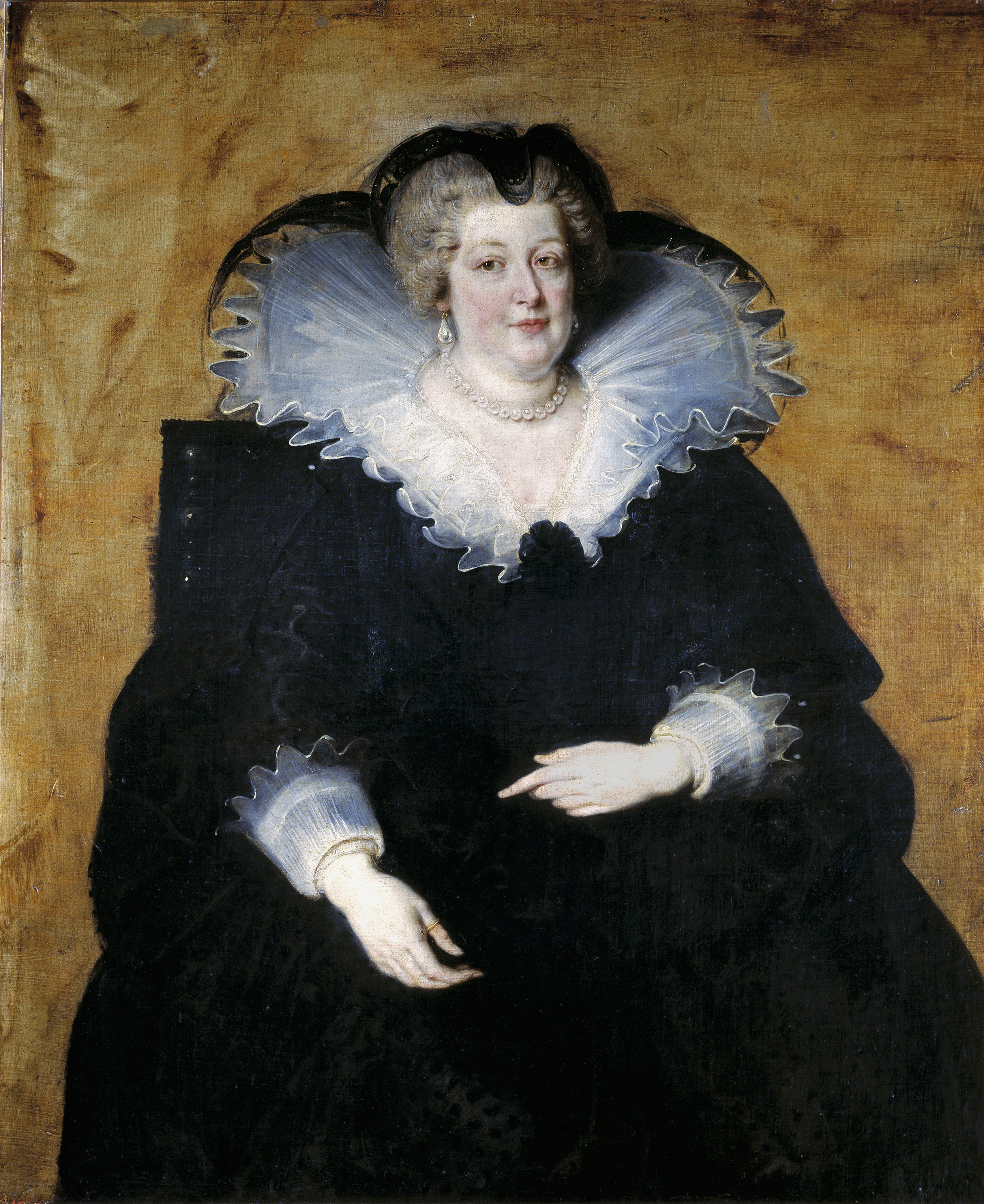
『マリー・ド・メディシスの肖像』（1622年）
ピーテル・パウル・ルーベンス、プラド美術館（マドリード）

マリー・ド・メディシスは、1600年10月5日にフランス王アンリ4世の二番目の王妃となった。マリーの父はトスカーナ大公フランチェスコ1世である。アンリ4世がマリーと結婚した理由として、マリーの叔父にあたるフェルディナンド1世が、当時のトスカーナ大公として大きな権力と財産を握っていたことも関係している。アンリ4世は1610年に死去し、フランス王位を継いだのはマリーとの間に生まれたわずか8歳のルイ13世で、マリーは幼いルイ13世の摂政の役割を果たすようになっていった。しかしながらルイ13世が1614年に13歳になっても、マリーは摂政としてフランスの実権を手放すことはなかった。そして1617年、当時15歳だったルイ13世は自身でフランスを治めることを決意し、マリーをブロワ城へと追放するに至った。
その後4年にわたってマリーとルイ13世は和解しようとはしなかったが、1621年にマリーのパリ帰還が許された。パリに戻ったマリーは建築やリュクサンブール宮殿の装飾に熱中するようになり、ルーベンスがマリーから膨大な美術品制作を請け負うようになっていく。この頃のルーベンスはマントヴァ公ヴィンチェンツォ1世・ゴンザーガの宮廷画家を務めていた。マリーとルーベンスが初めて面識を持ったのは、1600年にフィレンツェで行われたマリーとアンリ4世の代理結婚式の場だった。1621年にマリーはルーベンスに、リュクサンブール宮殿の装飾用として、マリーとアンリ4世を描いた2点の大きな肖像画制作を依頼した。この2点が、マリーの生涯を寓意に満ちた21点の連作絵画として描き上げた最初の作品だった。21点の絵画が完成したのは1624年の終わりで、1625年5月1日に行われたマリーの娘アンリエット・マリーとイングランド王チャールズ1世との代理結婚式で、装飾として使用されている。マリーの夫アンリ4世の生涯を描く連作は結局未完に終わり、習作、下絵が数点現存しているだけである（後述）。これは、マリーが1631年にルイ13世にフランスからの永久追放処分を受けたことにも一因がある。マリーはブリュッセルに亡命し、その後、かつてルーベンス一家が15年以上住んでいた邸宅で1642年に死去した。
『マリー・ド・メディシスの生涯』はルーベンスにとって最初の大規模な絵画制作依頼であったが、マリーの生涯を21点もの絵画として描き出すのは、ルーベンスにとっても極めて困難な作業だった。それまでのマリーの生涯で絵画の題材になりそうなのは、フランス王アンリ4世との結婚と2人の間に6人の子供をもうけた（うち1人は幼少で死去）ことぐらいだったからである。当時は女性を称賛するような美術品が制作されることはあまりなかったが、ルーベンスは「異性が持つ美徳」に深い敬意を抱いていた芸術家であり、オーストリア大公妃イサベル・クララ・エウヘニアの肖像画などに、この傾向が顕著に見られる。とはいえ、マリーの生涯は夫のアンリ4世のそれとは違って、華やかな勝利に満ちたものでも、強敵と争った経験があるわけでもなかった。それどころか、マリーは政治的不祥事を多く引き起こしており、これらの出来事をそのまま描き出すことは、ルーベンスにとって物議を醸しだし、他の宮廷人たちから非難されるおそれすらあった。このような事態を避けるために、ルーベンスは自身が持つ豊富な古典文学の知識や伝統的な絵画表現技法を用いることにした。マリーの生涯における日常的風景を取り上げ、それらを美化した作品を繊細な筆致で描いたのである。16世紀から17世紀にかけて、キリスト教的世界を描いた美術作品に取り入れられた寓意は、教養ある芸術家や一般市民にとって馴染みあるもので、作品の芸術性を高めるために多用されていた。たとえば、ルーベンスはマリーの母親ジョヴァンナを、ギリシア神話の神々に囲まれている神格化された女性として描いた。これらギリシア神話の神々は、マリーを際立たせるために意図的に不明瞭に表現で描かれている。『マリー・ド・メディシスの生涯』は他の芸術家たちにも影響を与えた。ロココ期のフランス人画家アントワーヌ・ヴァトー（1684年 - 1721年）やフランソワ・ブーシェ（1703年 - 1770年）は、この連作の模写を描いたことがある。

## ピーテル・パウル・ルーベンス

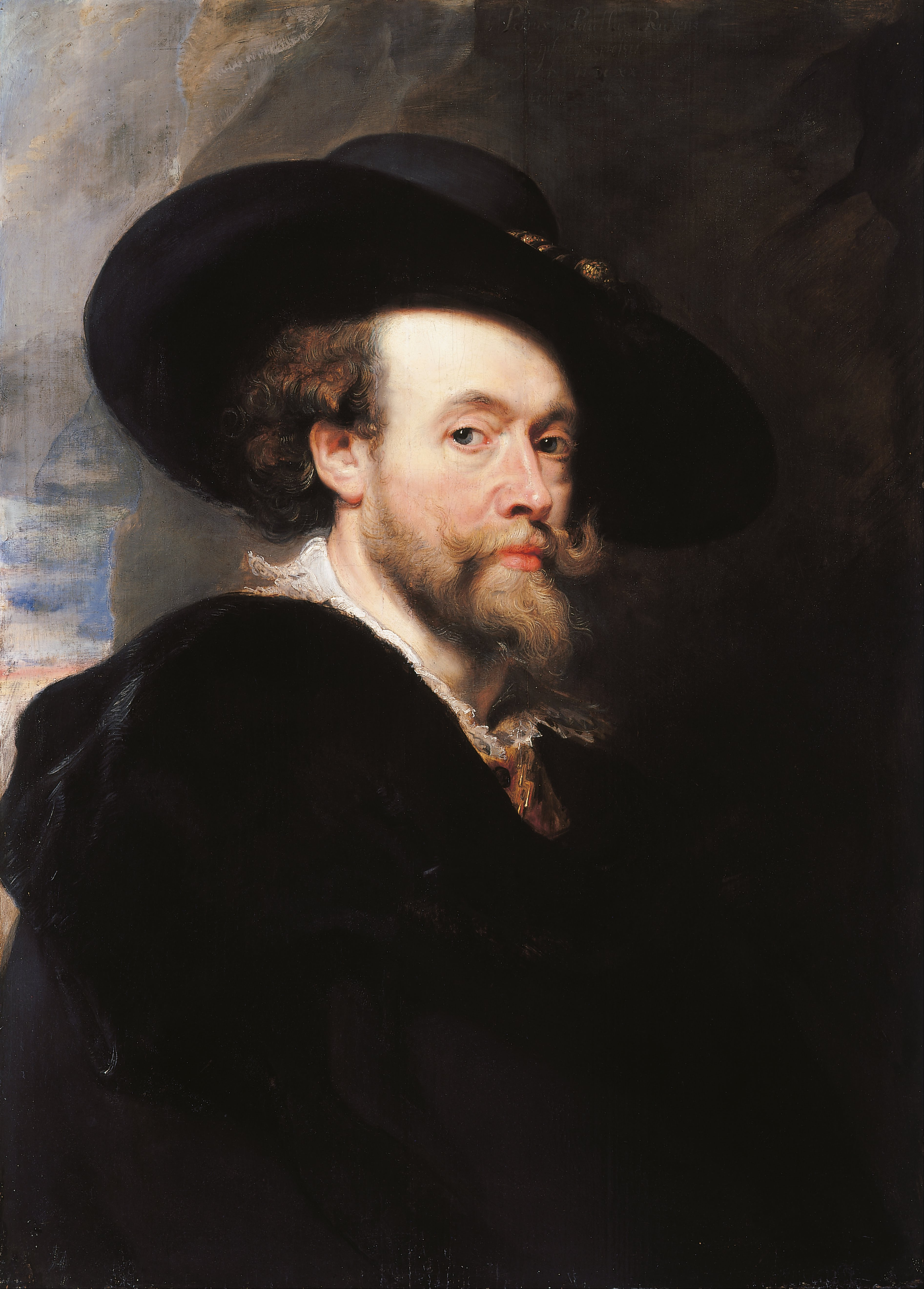
『マリー・ド・メディシスの生涯』を制作中だった1623年に描かれたルーベンスの自画像。ロイヤル・コレクション所蔵。

ピーテル・パウル・ルーベンス（1577年 - 1640年）は北方ヨーロッパの芸術家たちに極めて大きな影響を与えた芸術家であり、その作風や技法は当時の美術界においてもっとも重要な地位を占めていた。ルーベンスが制作した版画、彫刻、絵画など様々な美術品は3,000点以上にのぼり、絵画のジャンルも歴史画、宗教画、寓意画、祭壇画、肖像画、風景画など多岐にわたっている。ルーベンスがもっともよく知られるのは、鮮やかで豊かな色彩にあふれる衣装に包まれた人々を描いた肖像画家としてであり、キリスト教や古典古代からの伝統に対する優れた知識に裏打ちされたものである。ルーベンスが身につけたギリシアやラテンの古典的教養がそのキャリアに影響を与え、さらには同時期の芸術家たちとは一線を画す存在に高めた。キャリア初期のルーベンスはオットー・ファン・フェーン (en:Otto van Veen) のようなフランドルの画家に師事していたが、ルーベンスにもっとも大きな影響を与えたのはイタリアでの修業時代に出会った古代ギリシア・ローマ彫刻や、ミケランジェロ、ラファエロ、カラヴァッジョ、ティツィアーノ、ヴェロネーゼといったイタリア人芸術家たちの作品だった。ルーベンスはこのイタリア滞在時にラオコーン像のような古代彫刻を複製するとともに、優れた先人たちが描いたドローイングの蒐集を始めている。さらにはイタリアルネサンス期の巨匠たちの真作、複製画も熱心に蒐集していたが、それらにも増して同時代の芸術家たちの作品を数多く蒐集していた。ルーベンスがもっとも多く集めていたのは、同時代のフランドル人芸術家アドリアーン・ブラウエルの作品である。ただしこのことは、金銭的に恵まれていなかったブラウエルに対するルーベンスの慈悲心からの援助だったという可能性もある。ルーベンスと同時代の芸術家の中には、終生にわたってルーベンスのよき友だった人物もおり、これら友人たちからの影響がルーベンスの作品に深く刻み込まれている。
『マリー・ド・メディシスの生涯』の制作依頼を受けたころのルーベンスは、北方ヨーロッパでもっとも有名で優れた絵画技法を持った画家だった。とくに壮大な宗教画で高く評価され、様々な地方政体や教会から制作依頼を受けていた。このような状況下でマリーから依頼のあった『マリー・ド・メディシスの生涯』は、ルーベンスにとって宗教画だけではなく世俗画でも優れた作品を描くだけの技量を持つことを示す絶好の機会だった。

## 『マリー・ド・メディシスの生涯』

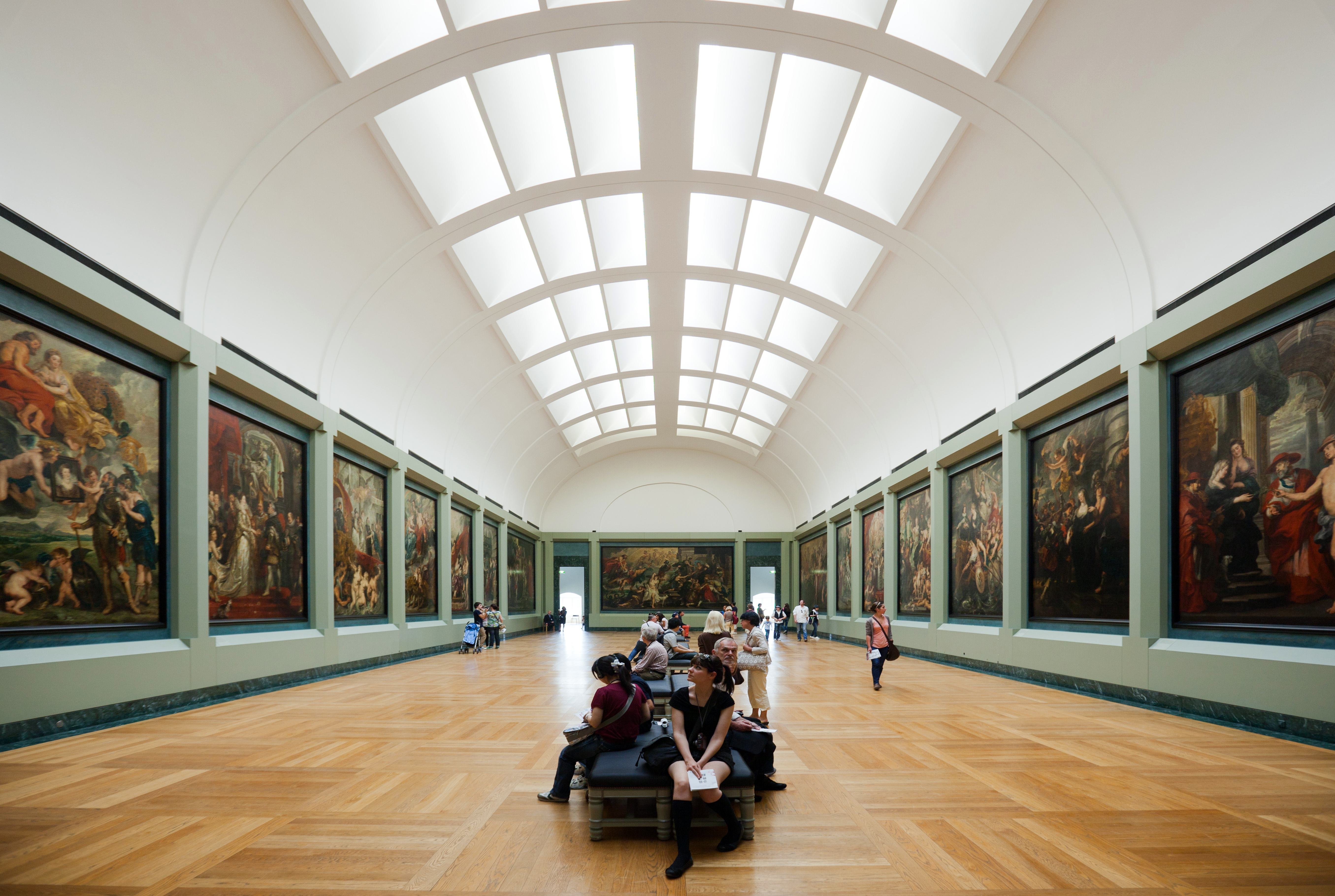
ルーヴル美術館リシュリー翼メディシスの間で展示されている『マリー・ド・メディシスの生涯』。

『マリー・ド・メディシスの生涯』は、マリーの公宮だったリュクサンブール宮殿の待合室の壁に、マリーの生涯の時系列順に時計回りで飾られていた。現在『マリー・ド・メディシスの生涯』を所蔵しているパリのルーヴル美術館でも、同じく時系列順で展示されており、描かれている時期としてはマリーの幼年時代、フランス王妃時代、アンリ4世と死別後の摂政時代に大別できる。すべての絵画の縦寸は同じだが、横寸は飾られていたリュクサンブール宮殿の部屋の形に合わせてさまざまである。24点の絵画のうち16点が、高さ4メートル、横3メートルの壁に飾られており、3点の大きな絵画が高さ4メートル、横7メートルの壁に飾られていた。
『マリー・ド・メディシスの生涯』が飾られていたリュクサンブール宮殿の待合室の出入り口は、南東の角に設けられていた。この出入り口から見ると『サン＝ドニの戴冠』と『アンリ4世の神格化と摂政就任宣言』がもっとも目立つ位置に掛けられていた。出入り口が切られた壁にはマリーの幼少時代を描いた絵画と、マリーとアンリ4世の結婚を描いた絵画が掛けられていた。4点もの絵画が2人の結婚を題材として描かれているが、アンリ4世と結婚したときのマリーが27歳という「高齢」であり、当時の女性の初婚年齢としては極めて珍しかったからだともいわれている。24点の連作のうち、前半の作品は北と西の壁に掛けられており、マリーの戴冠で終わる。出入り口の向かい側の壁には、後半の作品となるアンリ4世の暗殺と政権の引継の絵画や、未亡人となったマリーの摂政宣言の絵画が掛けられていた。連作後半の作品はマリーがフランスの統治権を掌握して、物議を醸した時期の絵画から始まっている。マリーとその息子でフランス王位を継いだルイ13世との衝突と和解などが、マリーからの要望で連作後半の主題として描かれたのである。歴史的観点からすると、当時のフランス政局下で、このような主題の絵画を描くことは大きな混乱を巻き起こす可能性があった。ルーベンスにとっても、フランス宮廷人たちからの怒りを買うようなことはまったく本意ではなかった。そこでルーベンスは『マリー・ド・メディシスの生涯』の連作後半を、古代神話の世界に仮託して描くことにした。神話画に描かれる悪徳や美徳を意味する寓意や象徴、あるいは宗教的な比喩を多用することにより、現実世界で生じた事件を曖昧に表現して隠そうとしたのである。「歴史的真実」に対するこのようなルーベンスの姿勢は、恣意的で誤っており、不誠実だととられる可能性もある。しかしながら現代的意義からすると、歴史家もジャーナリストも『マリー・ド・メディシスの生涯』は歴史的事実の描写ではなく、歴史的な出来事を詩的世界に変容した美術作品であると見なしている。
ルーベンスが『マリー・ド・メディシスの生涯』で採用した物語的表現手法の源流は、古代ローマ・ギリシア時代に書かれた、理想的王権や優れた政体への「称賛文 (en:Panegyric)」にある。このような称賛文は、世継ぎの王子の誕生などといった政治的にも重要な出来事に際して書かれることが多く、為政者の権威を高め、その血統を称える目的に使用された。称賛文の正式な構成は称賛の対象である人物の祖先から始まり、生誕、教育、そして独り立ちしてからの生活と、その生涯を時系列順に詳細に解説していく流れになっている。ルーベンスが『マリー・ド・メディシスの生涯』で採用した構成は、これら古代の称賛文を絵画として再現したものなのである。
『マリー・ド・メディシスの生涯』の価格はおよそ24,000ギルダーだった。その総表面積は292平方メートルであるため、1平方メートル当たり約82ギルダー（約1,512ドル）になる。

### 『マリー・ド・メディシスの運命』

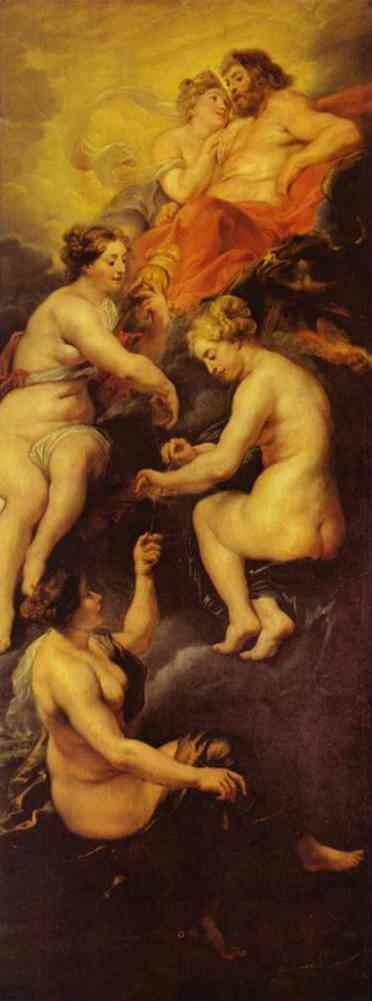
『マリー・ド・メディシスの運命』
(Les Parques filant le destin de Marie de Médicis)

連作『マリー・ド・メディシスの生涯』の最初の作品は『マリー・ド・メディシスの運命』である。ローマ神話に出てくる3柱の運命の女神パルカが身をよじって雲に坐し、天界の王であるユピテルとユノを見上げている。裸身のパルカたちは美しく、マリーの運命の糸を紡ぐ姿で描かれている。パルカたちの存在が生まれてくるマリーの幸運と統治者としての成功を保証しており、これ以降の作品群にマリーの幸福な生涯が描かれることを告げている。ローマ神話のパルカ（ギリシア神話のモイラと同一視される）は人間の寿命を決める女神で、一人目が運命の糸を紡ぎ、二人目が運命の糸の長さを決め、最後の一人が運命の糸を断ち切ることによって、その人間の寿命を決定するとされていた。しかしながら『マリー・ド・メディシスの運命』では、運命の糸を断ち切る役割のパルカは描かれておらず、マリーが特権階級であることと、その生涯が不朽であることが強調されている。『マリー・ド・メディシスの生涯』の最後の作品でもこのテーマが再登場しており、マリーは天界の女王として自身の王宮へと昇天し、その生涯が永遠の名声に満ちたものだった様子が描かれている。初期の研究者たちは、ユノが出産の女神として描かれていると考えてきた。しかしながら後年の研究者たちは、ルーベンスが『マリー・ド・メディシスの生涯』全作を通じて、ユノをマリーの分身、あるいは化身として表現したと解釈している。したがってユノの夫で多情で知られる神ユピテルは、マリーの夫で何人もの愛人がいたアンリ4世の象徴として描かれていると言われている。

### 『公女の誕生』

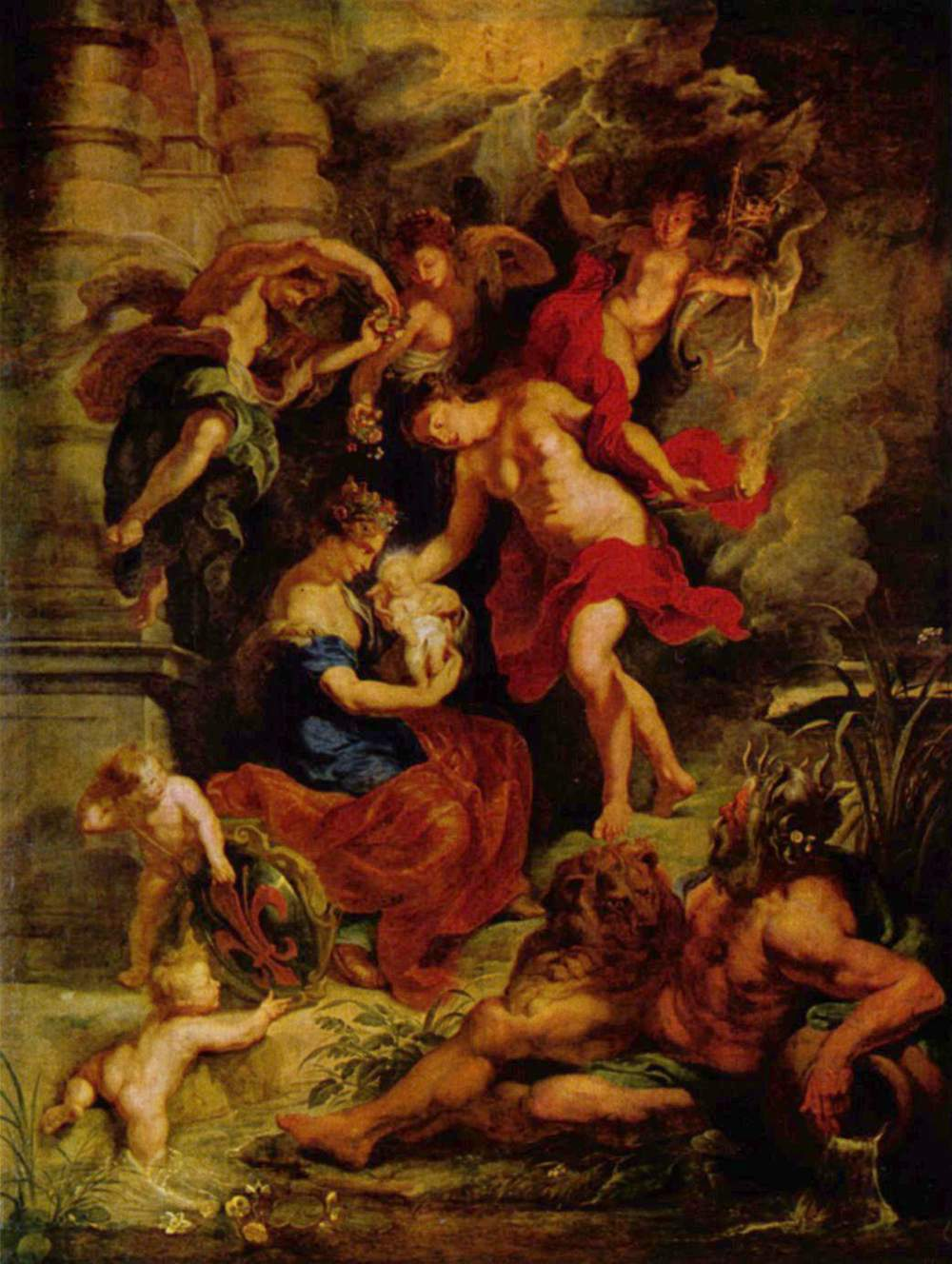
『公女の誕生』
(La Naissance de la reine)

2点目の作品は『公女の誕生』と呼ばれている。1573年4月26日にマリーが生まれたときの絵画で、様々な象徴や寓意が多数描かれている。画面左下には2人のプットが、マリーの紋章が刻まれた盾を手にして踊っている。これは、天界が新たなメディチ一族が生まれたことを喜んでいることを意味している。画面右下に描かれている川の神は、おそらくメディチ家の故郷であるフィレンツェを流れるアルノ川の象徴である。嬰児マリーの頭上には豊穣の象徴であるヤギの角が描かれ、マリーの将来に栄光と幸運が訪れることの予兆となっており、ライオンは権力と精神力の象徴となっている。マリーの頭上には輝く円光があるが、これはマリーがキリスト教徒であることを表現しているのではない。この円光は皇帝の象徴であり、マリーの神性と将来のフランス統治を意味している。また、マリーは金牛宮の生まれとされているが、この作品には人馬宮を象徴する半人半馬が描かれ、王権を守護神する役割を与えられている。

### 『公女の教育』

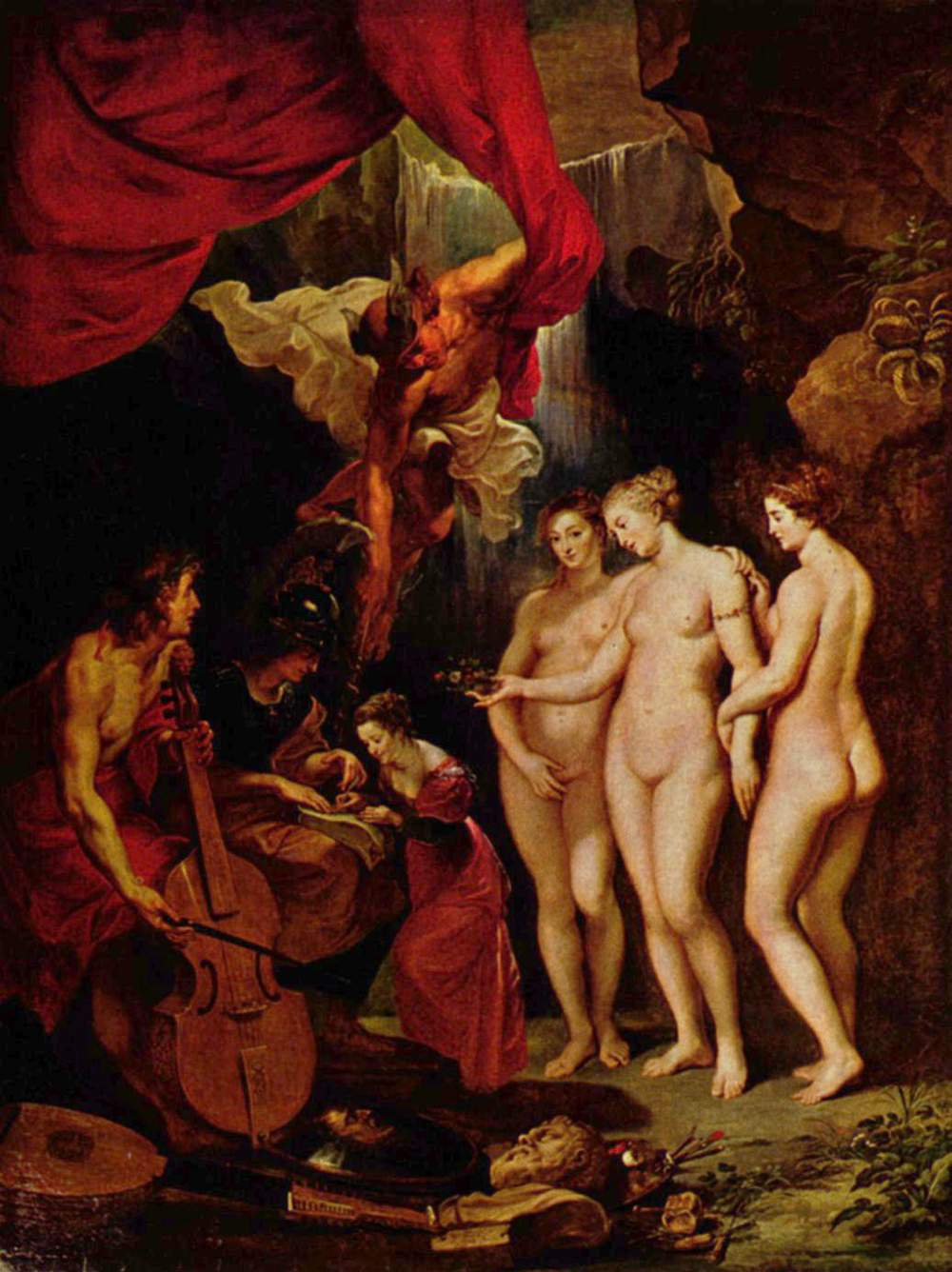
『公女の教育』
(L'Instruction de la Reine)

『公女の教育』にはマリーが勉強する姿が描かれている。マリーの教育を担当しているのはアポロン、ミネルヴァ、メルクリウスの3柱の神々である。アポロンは芸術、ミネルヴァは知恵をつかさどる神で、メルクリウスは神々の伝令であり、巧みに言葉を操る雄弁さで知られる神である。神々からマリーへの贈り物である杖カドゥケウスを差し出すメルクリウスが極めて印象的に描かれている。メルクリウスはマリーに雄弁と美の女神から託された美しさを授けていると一般に解釈されている。しかしながら、連作『マリー・ド・メディシスの生涯』のうち6点の作品に描かれているカドゥケウスは平和と調和の象徴でもある。マリーが平和裏にフランスを統治したことの予兆としての役割も与えられているのである。
村娘風の純朴な衣服を身に着けたマリーに、3柱の神々が教育を与えるという構成は、マリーが将来フランス王妃として直面するであろう、様々な苦難や試練に対する備えをしている情景を描いている作品だと解釈されている。また、3柱の神々はマリーに「理性に裏打ちされた自由な心」を授け、「良心」とは何かの知識を与え、そして神々と王妃との聖なる関係性を啓示するという、より重要な役割を果たしていると言われている。この作品は聖なる存在と俗界の存在との関係を、華美なバロック様式で演劇風に描いている。神々は静謐な象徴としてではなく、積極的にマリーを教育する者として表現されている。画面右側には裸身の三美神エウプロシュネ、アグライア、タレイアが描かれ、マリーに美しさを与えている。

### 『アンリ4世へのマリーの肖像画の贈呈』

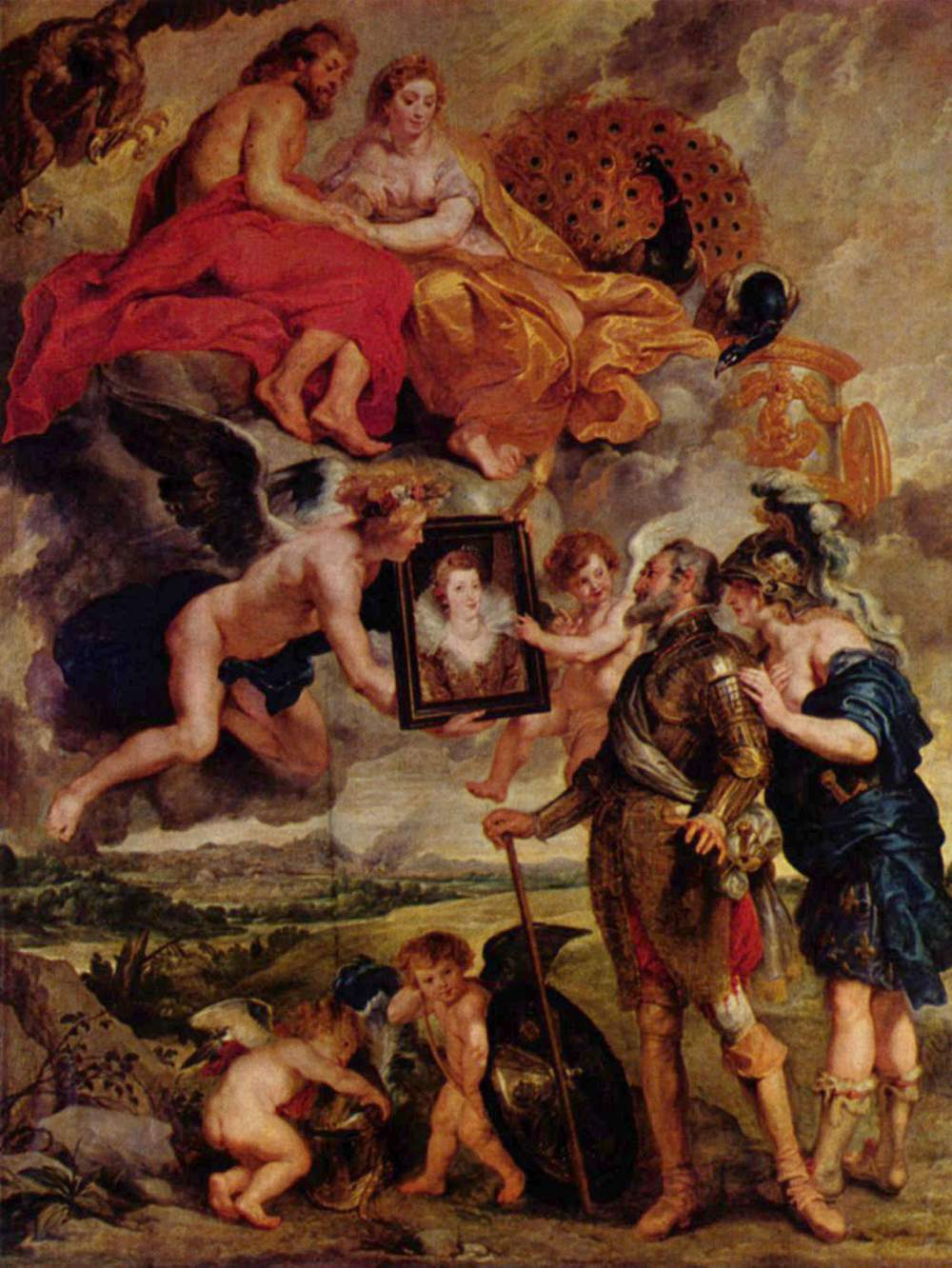
『アンリ4世へのマリーの肖像画の贈呈』
(Henri IV recevant le portrait de la reine)

『マリー・ド・メディシスの生涯』は、個々の作品としても連作全体としても極めて高く評価され、価値ある芸術品だと見なされてきた理由として、歴史的要素も考慮の一つに入れる必要がある。この『アンリ4世へのマリーの肖像画の贈呈』は、絶対君主制の幕開けともいうべき時代に描かれた作品で、当時では王権はその肉体的存在を超越したものだとみなされていたことに留意する必要がある。そのため、マリーはこの世に生を受けて以来、死が運命づけられた余人よりも豪奢な生涯を送ることとなった。『アンリ4世へのマリーの肖像画の贈呈』に自身を意味する象徴物と共に描かれている古代の神々は、この作品の鑑賞者に対して絶対君主制の概念をこれ以上ない形で提示する機能を果たしているのである。
モーツァルトのオペラ『魔笛』に登場する王子タミーノのように、絵姿のマリーに一目惚れするアンリ4世が描かれている。愛の神キューピッドがアンリ4世に付き従い、結婚の神ヒュメナイオスが、マリーの絵姿を未来の夫でフランス王たるアンリ4世に紹介している。画面上部には雲に乗ってアンリ4世を見下ろすユピテルとユノが、二人の結婚生活が幸せに満ちるであろうことを鑑賞者に約束し、この結婚を祝福する様子が描かれている。アンリ4世の背後に立つ女性は、擬人化されたフランス王国の化身である。その左手は、将来のアンリ4世の王権に対する称賛を支持し、分かち合うことを示唆している。ルーベンスは『マリー・ド・メディシスの生涯』の各作品に、何度も擬人化したフランス王国を描いている。作品によって男性にも女性にも描かれるフランス王国だが、この『アンリ4世へのマリーの肖像画の贈呈』では男女両方の役割をもって描かれている。アンリ4世に対するフランス王国の親密な仕草は、アンリ4世とフランス国土が密接な関係を持っていることを意味している。一般的にこのような仕草は、秘密を共有する男性同士がする仕草である。まとうドレスからフランス王国は女性として描かれており、さらには襟元からはふくらんだ胸元が見える。しかしながらフランス王国の下半身、とくに脹脛と古代ローマ風の長靴からは男性らしい力強さが感じられる。絵画史において男性の力強さを表す意匠は、その立ち姿と力感あふれる脚だった。
マリーとアンリ4世の結婚交渉中に、多くの肖像画がやりとりされた。アンリ4世は肖像画に描かれたマリーの外貌を気に入り、マリー本人と直接顔を合わせたときには、肖像画に描かれた姿よりもさらに強い印象を受けた。この二人の婚姻は大きな好感をもって迎えられた。ローマ教皇や多くのフィレンツェの有力貴族たちからも支持され、この結婚が双方にとって利益をもたらすと考えられたのである。ルーベンスは人物像を緊密で一体なモチーフにまとめ上げて表現している。すべての人物が同等の重要度で描かれており、人物と空間とが極めて巧妙な手法で描き出されている。

### 『マリー・ド・メディシスとアンリ4世の代理結婚式』

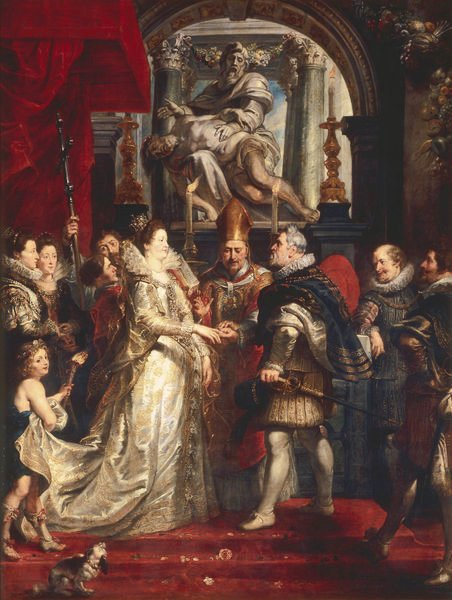
『マリー・ド・メディシスとアンリ4世の代理結婚式』
(Le Mariage par procuration de Marie de Médicis et d'Henri IV)

『マリー・ド・メディシスとアンリ4世の代理結婚式』には、1600年10月5日にフィレンツェの大聖堂で挙行された、フィレンツェ大公女マリーとフランス王アンリ4世の代理結婚式 (en:Proxy marriage) の情景が描かれている。結婚式を主催したのは枢機卿ピエトロ・アルドブランディーニだった。当時の王族の結婚式によく見られたように、マリーの叔父にあたるトスカーナ大公フェルディナンド1世・デ・メディチが代理として花婿の位置に立ち、マリーに指輪をはめている。周囲に描かれている人々は、ルーベンス本人を始めとして特定されている。実際にこの代理結婚式が挙行されたのは、ルーベンスがこの作品を描く12年前のことで、当時のルーベンスはゴンザーガ公家に仕えており、イタリアに滞在中だった。若きルーベンスは花嫁の背後に立ち、十字架を手にしながら鑑賞者の方を向いている。ルーベンスが他者を主題とした作品に、自身をこれほど目立つように描くことは極めてまれなことだった。ルーベンス以外の参列者として、トスカーナ大公妃クリスティーナとマリーの姉マントヴァ公妃エレオノーラ、そしてトスカーナ大公の側近であるロジェ・ド・ベルガルド、二人の結婚をまとめ上げたシルリー侯爵らが描かれている。『マリー・ド・メディシスの生涯』の他の作品と同様に『マリー・ド・メディシスとアンリ4世の代理結婚式』にも神話の題材が描かれている。バラの花冠を被った古代の結婚の神ヒュメナイオスが、右手でマリーのトレーン（引き裾）を支持し、左手には結婚式の燭台を掲げている。画面上部に描かれているのは、父なる神がキリストの遺骸を掻き抱いているピエタを連想させる大理石彫刻で、バルトロメオ・バンディネッリ（1493年 - 1560年）の作品である。

### 『マルセイユ上陸』

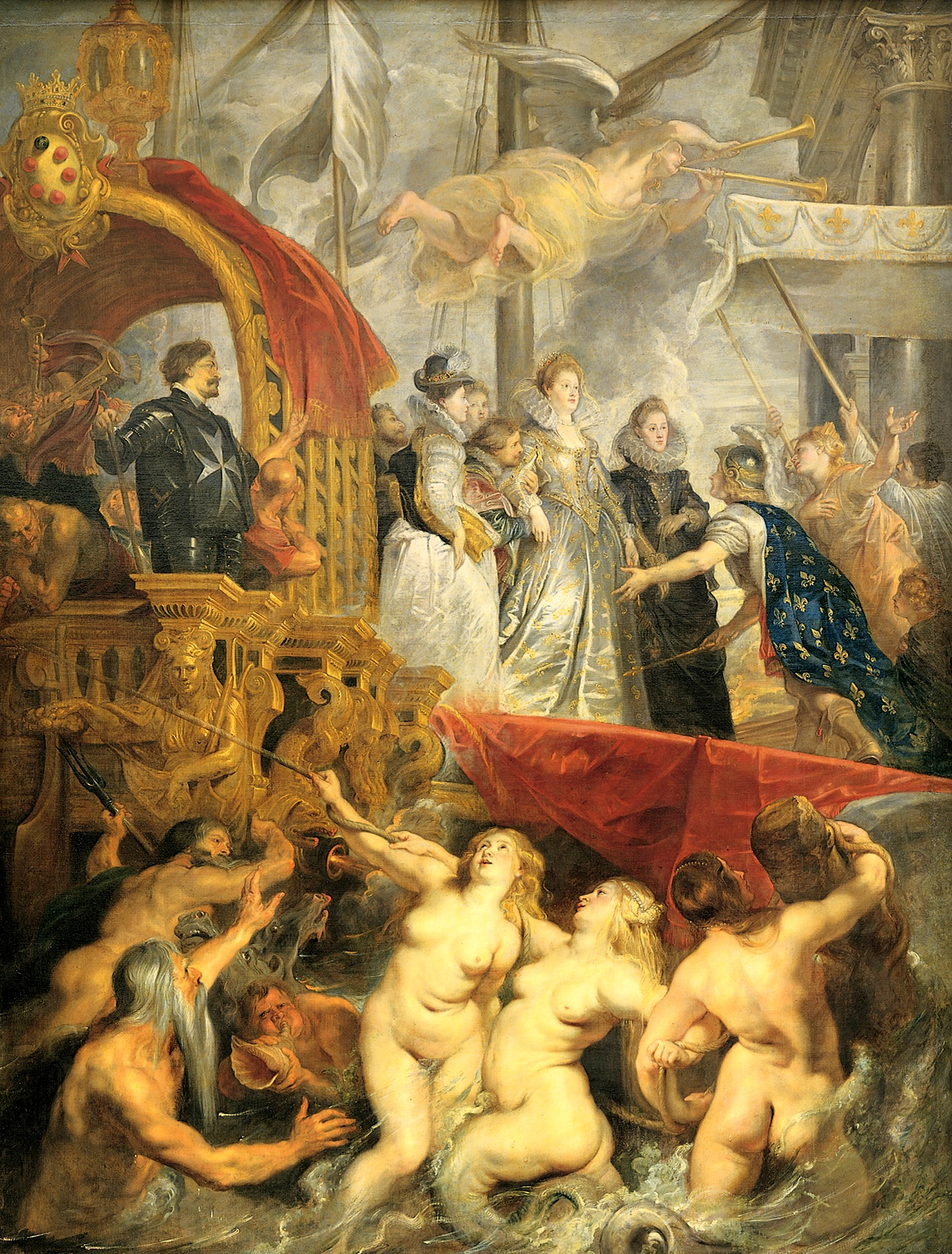
『マルセイユ上陸』
(Le Débarquement de la reine à Marseille)

フィレンツェで代理結婚式を挙げたマリーは船旅でフランスに向かい、1600年11月3日にマルセイユに上陸した。ルーベンスはこの作品でも、ありふれた事物を極めて荘厳な事物として描き出している。実際にマリーがマルセイユに上陸したときにはタラップは上向きで、マリーはタラップを上って行ったが、ルーベンスは斜め下向きにタラップを表現し、マリーはそのタラップを降りて行く様子が描かれている。マリーに従っているのはマリーの叔母トスカーナ大公妃クリスティーナとマリーの姉マントヴァ公妃エレオノーラで、兜と黄金のフルール・ド・リスが刺しゅうされたマントを身に着けて擬人化されたフランス王国が、両手を広げてマリーを迎え入れている。両隣を姉と叔母に付き添われたマリーの頭上では、天使が2本のトランペットでこの上なく優雅な音色を奏で、マリーの到着を全フランス国民に知らしめている。画面下部には、未来のフランス王妃のマルセイユまでの長い船旅を守護し、無事な航海を見守り続けた海の神ネプトゥヌスとネレイス、トリトンが海面から身を乗りだしている。画面左上のアーチ状の構築物にはメディチ家の紋章が描かれ、その下にはレガリアを携えたマルタ騎士団員が立っている。ルーベンスはこの作品に天界と俗界、そして史実と寓意を音律豊かに描き上げて鑑賞者に供している。ロヒール・アーヴェルマイテは『マルセイユ上陸』について、興味深い考察を残した。

### 『マリーとアンリ4世のリヨンでの対面』

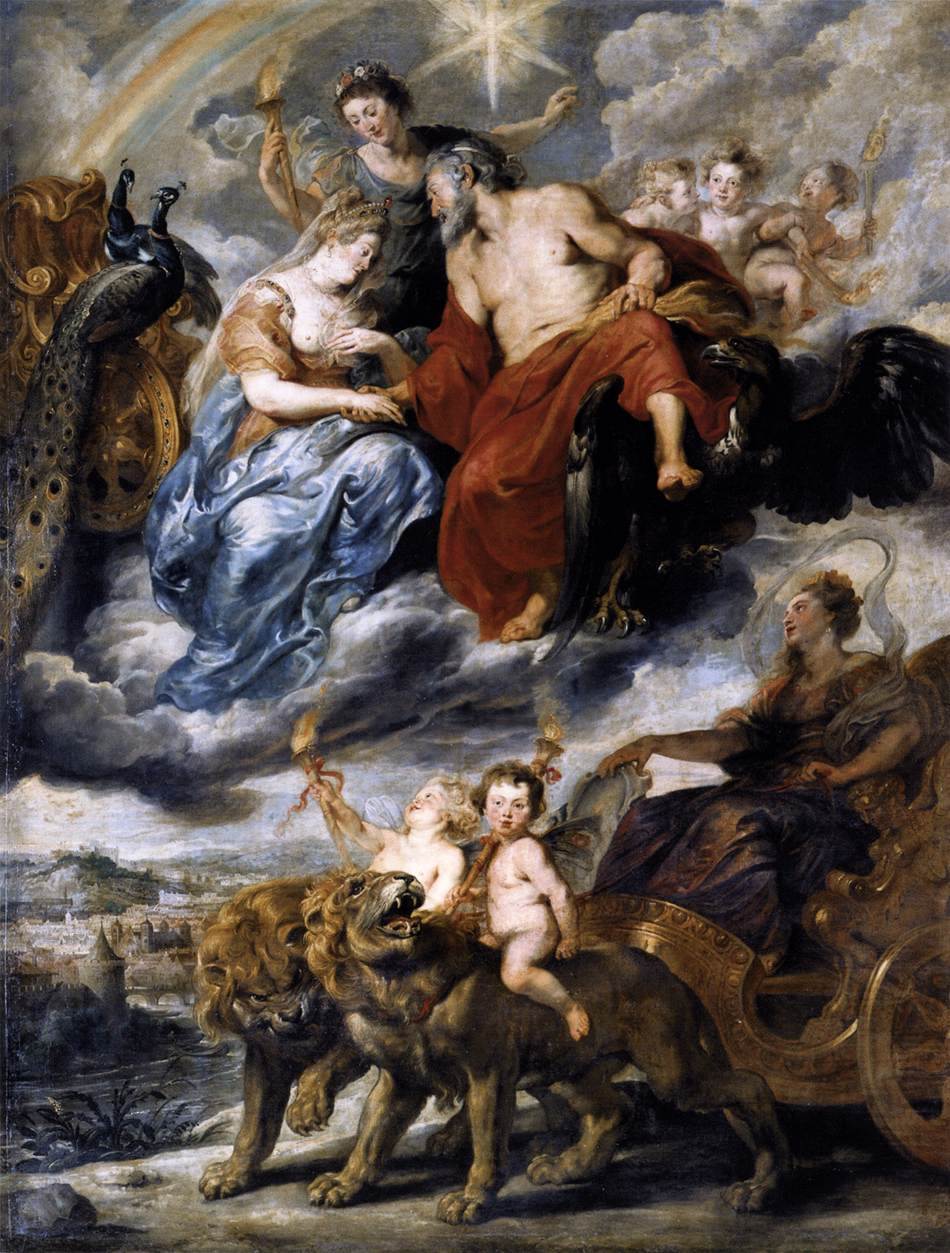
『マリーとアンリ4世のリヨンでの対面』
(La Rencontre du roi et de la reine à Lyon)

『マリーとアンリ4世のリヨンでの対面』は、代理結婚式後にマリーとアンリ4世が最初に出会ったときの情景を寓意画として描いている。画面上半分にはマリーとアンリ4世がローマ神話のユノとユピテルに仮託して表現されている。マリーはユノ（ギリシア神話のヘラ）を象徴する孔雀とチャリオット、アンリ4世はユピテル（ギリシア神話のゼウス）を象徴する燃えさかる雷と鷲と、それぞれの神の象徴物と共に描かれている。重ねられた両者の右手は結婚の象徴である。互いに描かれている場面に相応しい古代の衣装を身にまとい、その頭上では結婚の神ヒュメナイオスが二人を祝福している。左上には調和と平和の象徴たる虹が掛けられ、画面下部には2頭のライオンが大きく描かれ、その左には丘がある都市が見える。ライオンはチャリオットを牽いており、チャリオットに乗っているのは、銃眼のある胸壁を模った冠が象徴するように、擬人化されたリヨンである（ライオン (Lions) はリヨン (Lyons) のもじり）。ルーベンスはマリーとアンリ4世との出会いを極めて慎重に描く必要があった。当時のアンリ4世には深く寵愛する愛人がいたといわれていたためだった。事実、アンリ4世の愛人関係の影響で、マリーはリヨン到着から一週間近く経つ深夜までアンリ4世と会うことが出来なかった。ルーベンスがアンリ4世を多情な神ユピテルとして描いたのも、このような背景があったためである。ルーベンスはマリーとアンリ4世を画面上部にともに描くことによって、2人の高貴な地位を雄弁に描き出している。

### 『フォンティーヌブローでの王子の誕生』

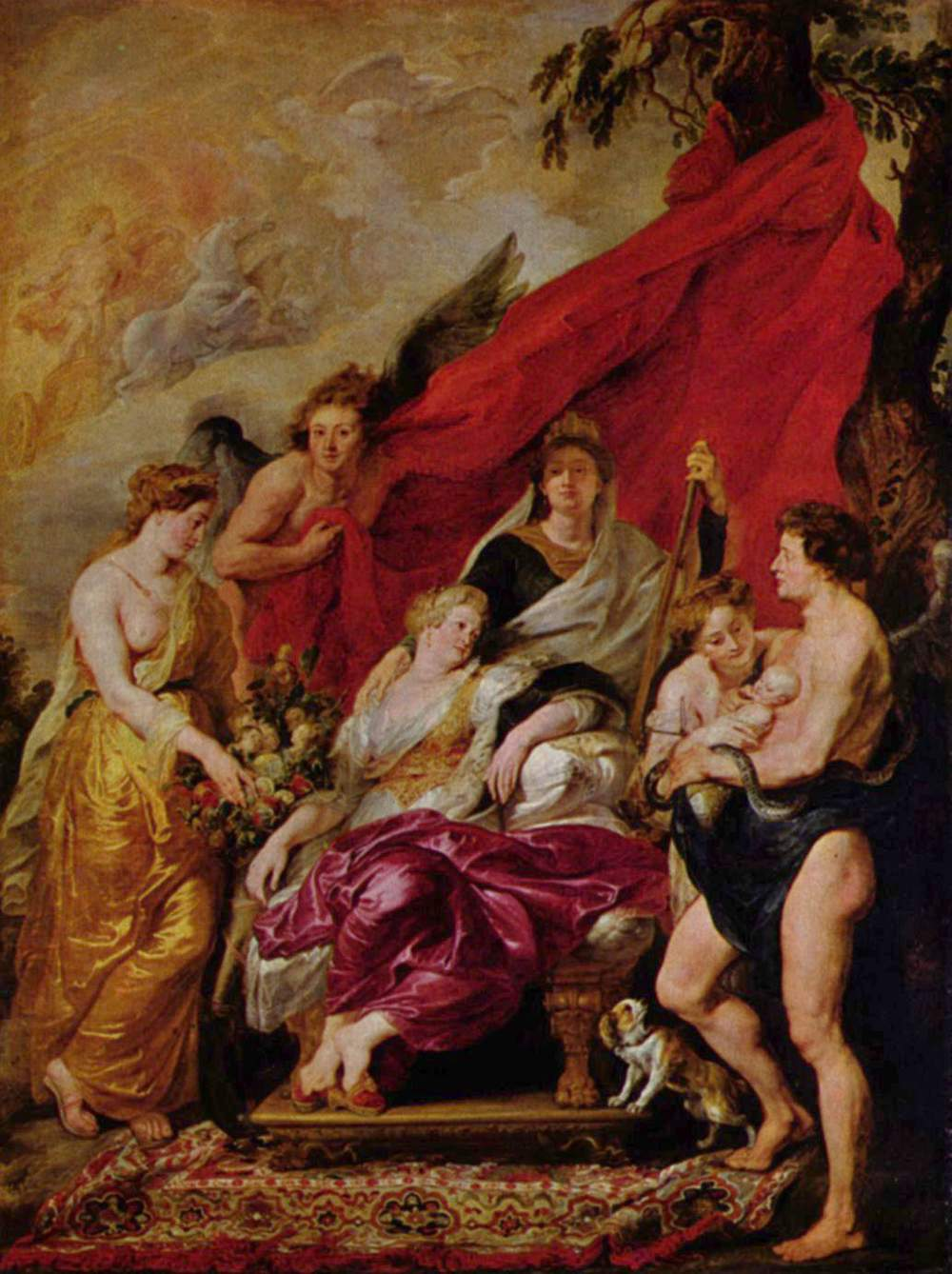
『フォンティーヌブローでの王子の誕生』
(La Naissance du dauphin à Fontainebleau)

『フォンティーヌブローでの王子の誕生』には、マリーが生んだ最初の王子であるルイ（後のフランス王ルイ13世）の誕生が描かれている。ルーベンスはこの情景を政治的安定を主題として描き上げた。最初に正嫡の男児が生まれたことは、将来にわたってフランス王として君臨する世継ぎの誕生を意味していた。当時の王侯君主は世継ぎをもうけることが最重要視されており、とくに庶子しかいなかったアンリ4世の場合には、正嫡の世継ぎをもうけることができなければ、男性としての機能を疑問視される可能性もあった。
フランスで王位相続者の称号であるドーファン (Dauphin) はイルカを意味する。当時、多くの愛人と庶子の存在が、アンリ4世の正統な王位相続者を定める妨げとなっていたため、宮廷芸術家には宮廷内外に王室の正当性を広める戦略家としての役割も期待されていた。ユノとして描かれたマリーと、結婚に満足しているユピテルとして描かれたアンリ4世の肖像も、このような戦略の一環だった。知恵と戦の神ミネルヴァとして描かれたマリーは、夫アンリ4世と自身の軍事的才能を意味している。フランドル人画家の作品によく見られるように、フランドル出身のルーベンスも結婚を表現した作品に、貞節を象徴する犬を描き入れている。さらに政治的安定を象徴する神として、正義を司るユースティティア（ギリシア神話のアストライア）を描いた。悪行がはびこる地上に絶望して天界に帰ったとされるユースティティアの地上への帰還は、未来のフランス王のもとで正義が履行されていくことの象徴となっている。幼いルイ13世は秩序の神テミスにあやされており、ルイ13世が将来のフランス王として即位することを示している。ルイ13世のすぐそばに描かれている蛇は不死（健康）の象徴である。ルーベンスは伝統的に豊穣を意味するヤギの角に加えて、今後次々に誕生するマリーの子供たちを果物の中に描き入れている。マリーは愛情のこもった眼差しで我が子を見つめ、繁殖の神がマリーの腕にヤギの角を押し当てている。これらは完全で恩寵に満ちた家族ができることを表している。

### 『摂政委譲』

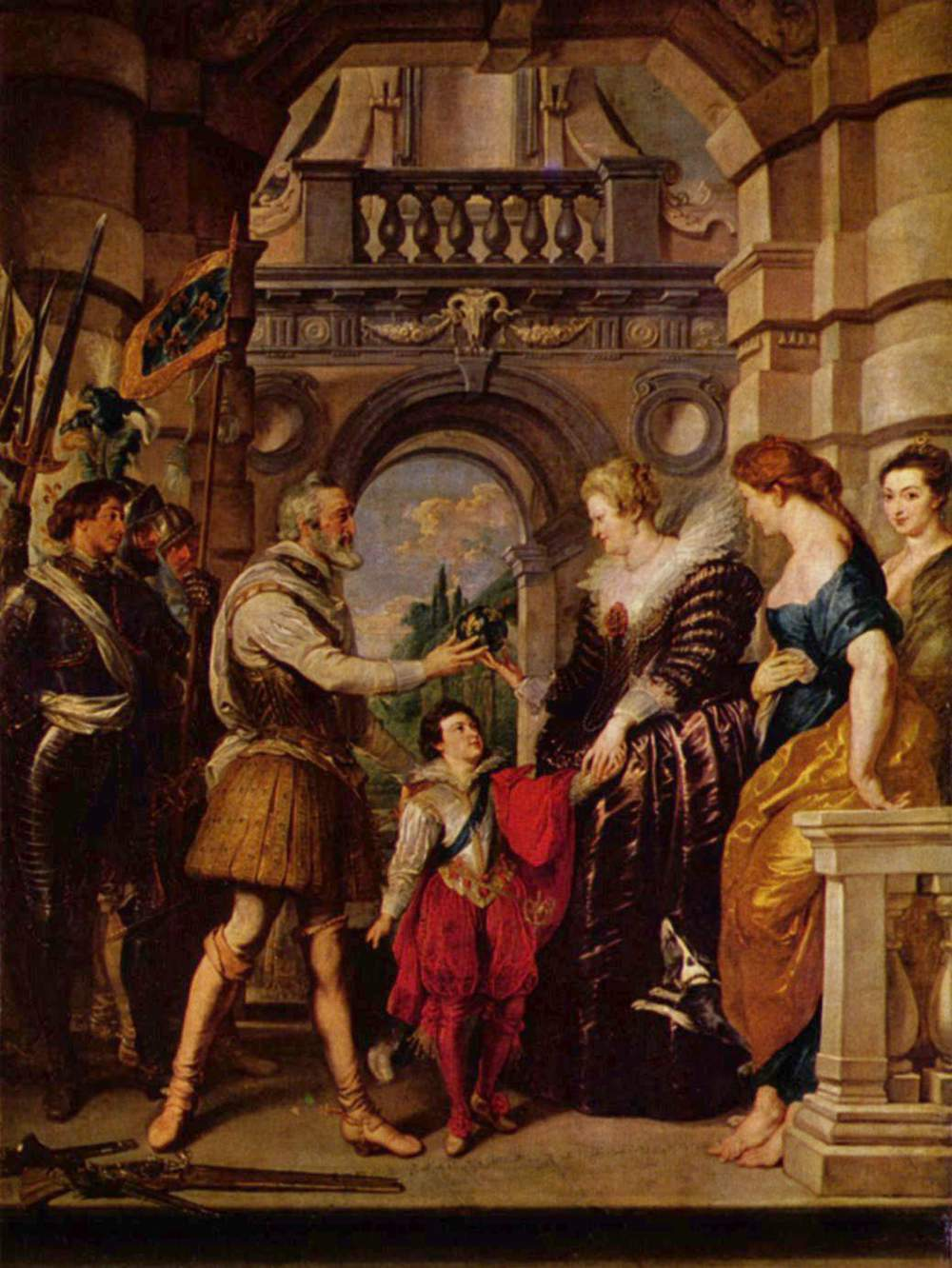
『摂政委譲』
(La Remise de la régence à la reine)

ルーベンスは『マリー・ド・メディシスの生涯』全作品の制作時を通じて、論争を引き起こした出来事の絵画を描くときには、マリーとアンリ4世双方の機嫌を損ねないように細心の注意を払った。マリーはルーベンスに、自身の生涯をありのままに描くよう依頼したが、ルーベンスは寓意や象徴に紛らわせた巧妙な表現を用いている。しかしながら、一度ならずルーベンスの宮廷画家としての自由裁量が、マリーを正しく評価するような絵画を描くようにという理由で制限されたこともあった。この『摂政委譲』は、アンリ4世が暗殺される少し前に、マリーがフランス摂政とドーファン養育をアンリ4世から一任されたときの情景を描いている。豪華なイタリア風建築物を背景にして描かれたこの作品は、当初描かれる予定だった構成と若干異なった内容で描かれた。マリーの右隣には、自信を象徴する蛇に裸にされている「賢明」の寓意である女性プルーデンス (en:Prudence) が描かれることになっていた。これは、アンリ4世の暗殺にマリーが関与していたのではないかという当時の噂を打ち消すためだった。しかしながらこの描写は、マリーには何らやましいところはないということを確実なものにするために変更された。また、アンリ4世の背後から、その運命、戦い、そして死を告げる3柱の運命の女神パルカも除去されている。描き直しを余儀なくされたルーベンスは、パルカの代わりに3名の兵士を描き入れた。
この『摂政委譲』の特筆すべき点に、オーブ（球体）を「一国全てに対する支配、権力」を意味するシンボルとして最初に描いたことが挙げられる。ルーベンスはオーブを『マリー・ド・メディシスの生涯』の連作の四分の一にあたる6点の作品に描き入れた。ルーベンスが描いたオーブは、古代ローマで皇帝の領土と権力を意味した「大地のオーブ (orbis terrarum)」の暗喩で、フランス君主が古代ローマ皇帝と同等以上の存在であることを示唆しているのである。また、ルーベンスはオーブが伝統的に持つ寓意も確実に意識しており、大きな効果をこの作品に与えている。本作品以降の連作に描かれているマリーとその側近が引き起こす出来事の序章であるとともに、マリーのフランス摂政時代が壮大な寓意に満ちた政治的意図のもとで作品に描かれていることを、このオーブが伝える役割を果たしているのである。

### 『サン＝ドニの戴冠』

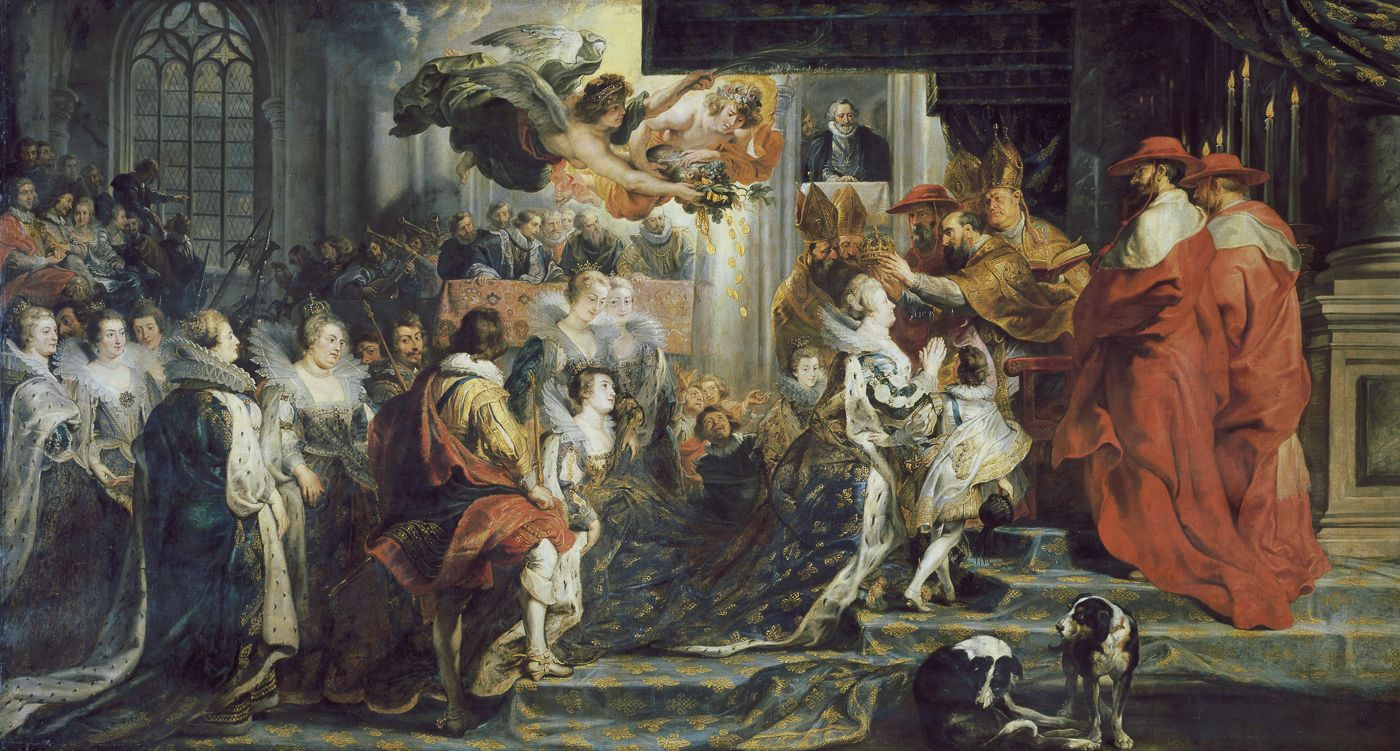
『サン＝ドニの戴冠』
(Le Couronnement de la reine à l'abbaye de Saint-Denis)

『サン＝ドニの戴冠』は、リュクサンブール宮殿待合室の西側壁面の最北端に飾られていた作品で、それまで様々な神々から庇護を受けていたマリーの独り立ちを意味する絵画である。待合室南東の角にあった出入り口から見て、もっとも目立つ2点の作品のうちの1点でもある。ルーベンスは『サン＝ドニの戴冠』を、画面右端に立つ2人の枢機卿の赤いローブに見られるように、様々な階調の赤色を用いて遠景から描いている。ルーベンスは続く『アンリ4世の神格化とマリーの摂政宣言』でも同様に様々な階調の赤色を使用しており、このことがこれら2作品に一体感を与える効果をもたらしている。
この作品にはパリのサン＝ドニ大聖堂で戴冠するアンリ4世とマリーが描かれている。『アンリ4世の神格化とマリーの摂政宣言』とともに『マリー・ド・メディシスの生涯』のなかでも中核となる絵画だとされ、どちらの作品にも大地のオーブを受け取るマリーが描かれている。マリーは枢機卿ゴンディとスルディの案内で祭壇まで導かれ、ド・ベテューヌらがマリーのそばに立っている。戴冠式は枢機卿ジョワユーズが主催している。マリーの周囲には王太子ルイ13世、宝冠を持つコンティ公フランソワ、笏を持つヴァンタドゥール公、裁きの手を持つヴァンドーム卿らが描かれている。コンティ公妃ルイーズ・マルグリット・ド・ロレーヌ (en:Louise Marguerite of Lorraine)とモンパンシエ公妃アンリエッタ・カトリーヌ・ド・ジョワユーズ (en:Henriette Catherine de Joyeuse) が、マリーが着用するマントのトレーンを支えている。画面右上の後陣には、アンリ4世がこの戴冠式を認可しているかのように描かれている。画面後方の群衆たちは新たな王妃の誕生を祝って手を振り上げ、マリーの頭上には豊穣と幸運の女神アブンダンティアと勝利の女神ウィクトリアが、ユピテルの黄金のメダルを振り撒くことで平和と繁栄を寿いでいる。ルーベンスがこの作品に描いている金の縁飾りを施した戴冠式の宝珠は、メダル作家ギョーム・デュプレが1610年に鋳造したメダルから着想を得ている。デュプレのメダルには、マリーの依頼でミネルヴァに仮託したマリーとアポロンに仮託したルイ13世の肖像が刻まれていた。

### 『アンリ4世の神格化とマリーの摂政宣言』

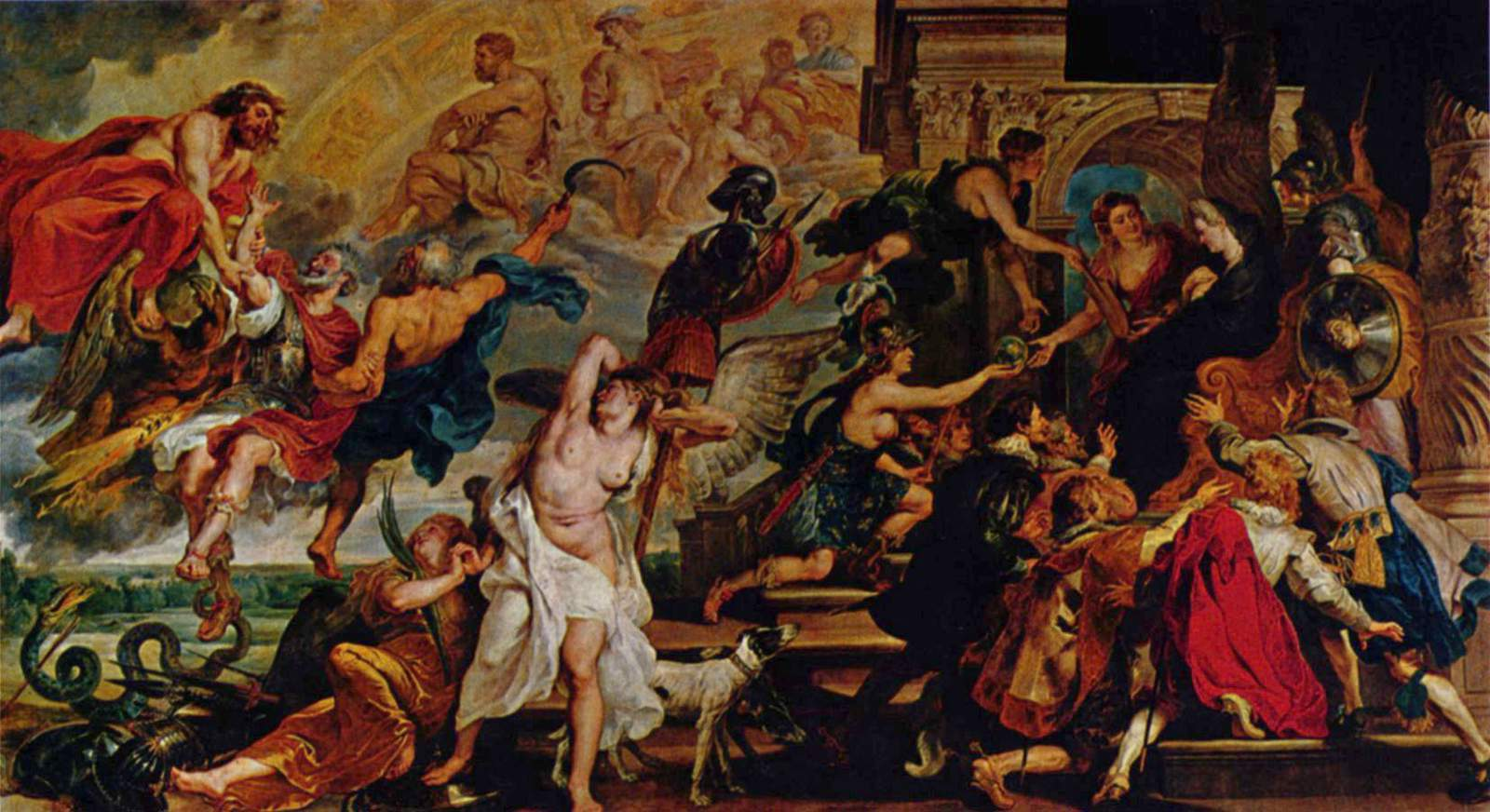
『アンリ4世の神格化とマリーの摂政宣言』
(L'Apothéose d'Henri IV et la proclamation de la régence)

『アンリ4世の神格化とマリーの摂政宣言』は、『マリー・ド・メディシスの生涯』全作品の中でも有名な絵画であり、ルーベンス自らがリュクサンブール宮殿の壁に飾った3点の作品のうちの1点である。この作品の主題は大きく二つに分かれている。画面左に1610年5月14日に暗殺されたアンリ4世が昇天する様子が描かれ、画面右にアンリ4世の死去後まもなくフランスの摂政就任を宣言したマリーとなっている。古代ローマ皇帝のような衣装を身に着けた暗殺されたアンリ4世を、ユピテルとサトゥルヌスが神々の住処であるオリンポスへといざなっている。ルーベンスのあらゆる寓意画と同じく、この2柱の神々が『アンリ4世の神格化とマリーの摂政宣言』に描かれているのには理由がある。ユピテルはアンリ4世の聖性を意味し、有限の象徴でもあるサトゥルヌスはアンリ4世の現世での生の終わりを示唆している。この作品は後世の巨匠たちにも大きな影響を与えた絵画でもある。たとえば、画面下部に苦悩に横たわっている武装を解除した戦争の女神ベローナは、ポスト印象派の画家ポール・セザンヌが、10回にわたって模写を願い出ている。ルーベンスが大胆なまでに古代神話からの寓意を作品に取り入れたのは、友人である著名な天文学者・古美術品愛好家のニコラ＝クロード・ファブリ・ド・ペーレスクが収集した古代のコインが大きな役割を果たしていたという背景があった。
画面右に描かれている、新たにフランスの統治者となったマリーは、未亡人に相応しい厳粛な衣装を着用している。マリーは凱旋門と宮廷人たちに囲まれている。宮廷人たちがマリーにひざまずくなか、擬人化されたフランス王国が政権の象徴であるオーブをマリーに差し出している。この情景は『マリー・ド・メディシスの生涯』の一連の作品の中でも、もっとも誇張表現がなされているものの一つとなっている。マリーは、アンリ4世が暗殺された日に自身の摂政就任を宣言したと公言していたが、ルーベンスはこの作品に、マリーからの依頼だったとはいえ、アンリ4世の暗殺とマリーの摂政宣言を同時に描くことにかなりの抵抗感を感じていた。
『アンリ4世の神格化とマリーの摂政宣言』の、とくに画面右側の描写は同時代の芸術家たちの作品から影響を受けた可能性がある。イタリア人画家カラヴァッジョが、おそらくローマで描いた『ロザリオの聖母 (en:Madonna of the Rosary (Caravaggio))』（1607年）の人物造形には、『アンリ4世の神格化とマリーの摂政宣言』右側との高い類似性が見られる。華麗な衣装を身にまとう高座の女性、ひざまずいて女性に手を差し伸べる群衆、そして寓意性、象徴性を帯びた人物像などである。『アンリ4世の神格化とマリーの摂政宣言』では、ミネルヴァ、プルーデンス、神々の摂理で、『ロザリオの聖母』では、聖ドミニク、聖致命者ピエトロ、ドミニコ会修道士が描かれている。さらに、両作品に共通する「重要なモチーフ」として、他者を導く者、手袋、ロザリオが挙げられる。これら描かれている事物の全てが作品に説得力を与えるとともに、ルーベンスが同時代のカラバッジョに抱いていた芸術的敬意が見て取れる しかしながら他の芸術家からの影響の有無にかかわらず、ルーベンス自身のたぐいまれな芸術的才能があふれている作品であると言える。

### 『神々の評議会』

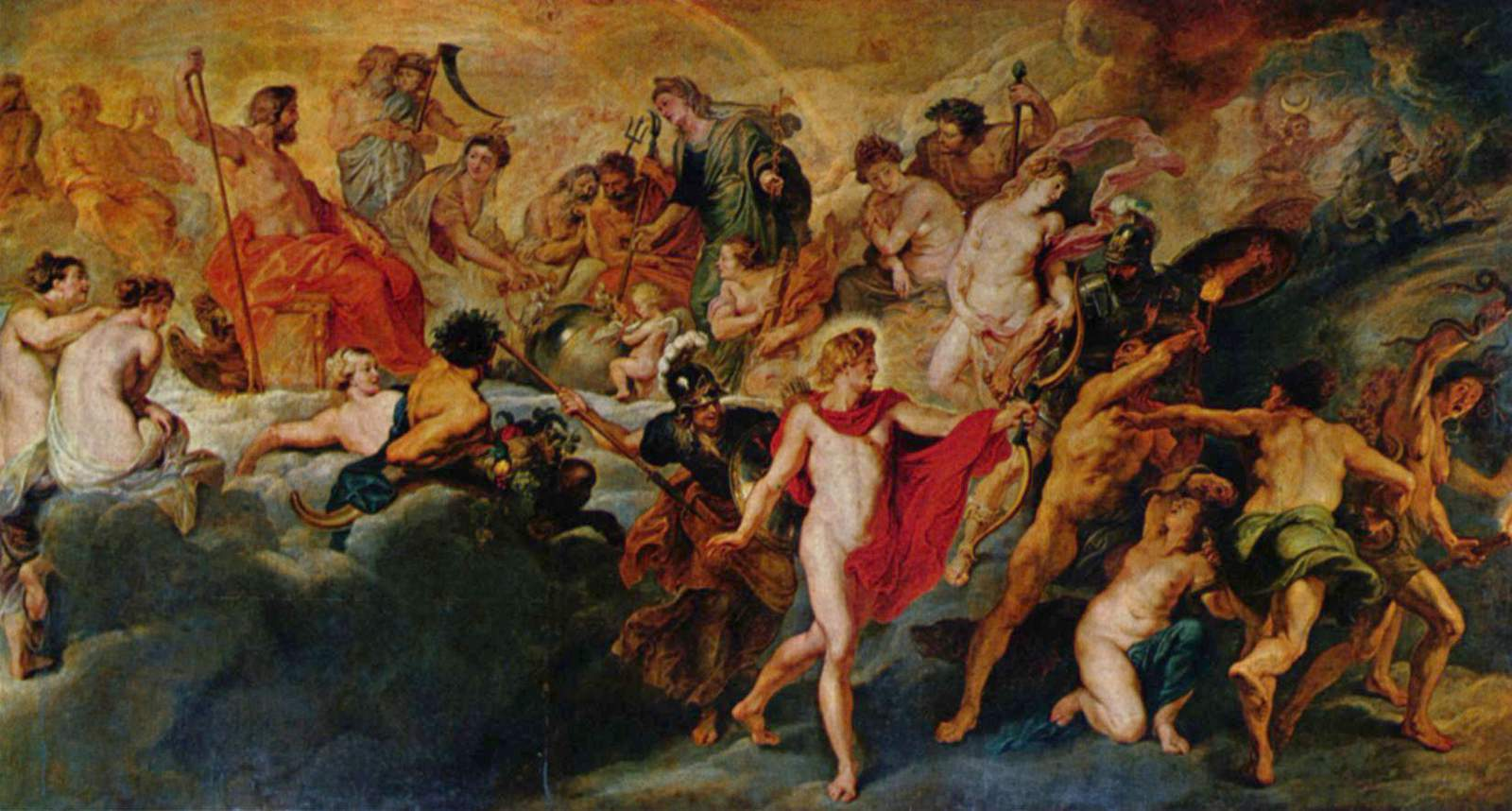
『神々の評議会』
(Le Conseil des Dieux)

『神々の評議会』は、マリーが新たな摂政としてフランス政権を引き継いだことを記念する作品で、王室の婚姻政策によってヨーロッパ諸国間に長きにわたる平和をもたらそうとしたことを表現した絵画である。
キューピッドとユノが、平和と愛をそれぞれ象徴する半円球を、二羽のハトとともに一体の円球にしようとしている。当時のマリーはフランスとスペインの関係強化を意図し、息子のルイ13世とスペイン王女アナとの結婚、娘のエリザベートとスペイン王太子フェリペとの二重結婚を望んでいた。マリーにとって、フランスとスペインとの同盟はその治世における最重要事項であり、両国の関係強化を通じてヨーロッパ全体の平和に貢献することがマリーの大いなる目的でもあった。
『神々の評議会』は『マリー・ド・メディシスの生涯』のなかでも評価が低い作品の一つといわれている。『神々の評議会』には、マリーが摂政として政権を担っていた時代に、いかに注意深くフランス王国を運営していたのかが描かれている。反逆や騒乱を乗り越える情景などは、アンリ4世の治世晩年の政策や理想を引き継ごうとしていたことを示唆している。この作品では、特定の場所、時期、出来事ではなく、様々な古代神話の神々で表現された天界が描かれている。このため、この作品の主題を判断することは難しい。描かれている神話上の神々は、擬人化された不和、憎悪、憤激、嫉妬を打ち倒す前景のアポロンとパラス、そして後景には、ネプトゥヌス、プルート、サトゥルヌス、メルクリウス、ファウヌス、フロラ、ユウェンタス、ポモナ、アプロディテ、マルス、ユピテル、ユノ、キューピッド、ディアナである。この神々と天界の情景は、マリーが平和裏にフランス王国を統治していたことを表している。

### 『ユーリヒでの勝利』

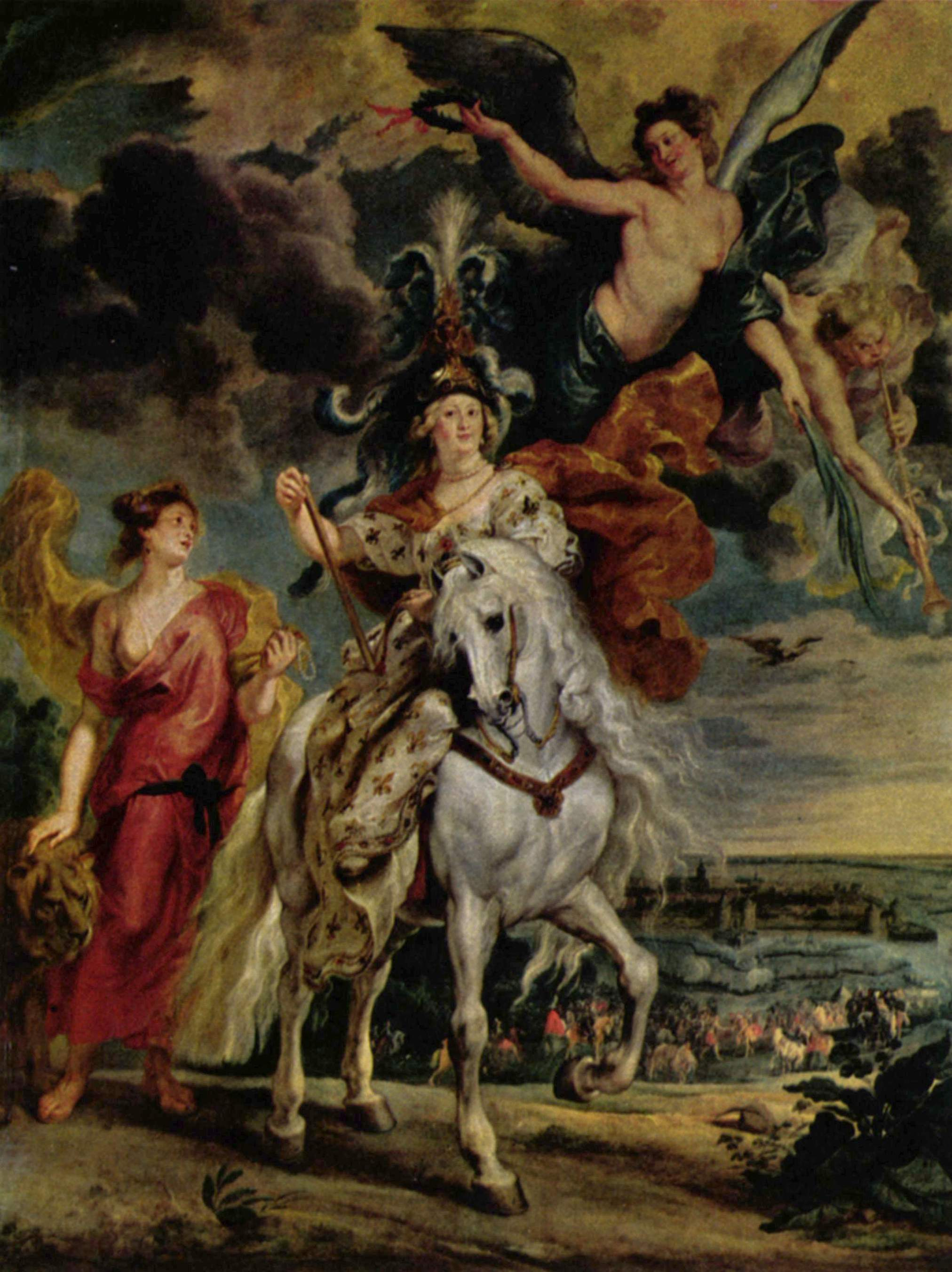
『ユーリヒでの勝利』
(La Prise de Juliers)

『ユーリヒでの勝利』は、マリーが摂政時代に経験した唯一の軍事行動を描いた作品で、ユーリヒでのフランス軍の勝利を主題としている。フランスにとってユーリヒは極めて重要な軍事的拠点だった。この場所でのフランスの勝利は栄光に満ちたものだとして『マリー・ド・メディシスの生涯』の主題に選ばれ、様々な寓意、象徴でマリーの英雄的資質と勝利を賛美した作品として描かれている。
マリーは指揮杖を持つ右腕を高く掲げ、画面上部には勝利の象徴である月桂樹の冠を、マリーにかぶせようとしている勝利の女神ヴィクトリアが描かれている。ヴィクトリアは画面右の遠景に見える帝国の鷲の象徴でもある。鷲は力の劣る他の鳥たちを大空から一掃する力を持っている。この作品以前の『マリー・ド・メディシスの生涯』では、マリーは女性らしさを意味する象徴物と共に描かれていたが、『ユーリヒでの勝利』には不屈の勇気の象徴であるライオンが描かれている。画面左に描かれている宝物を手にした女性像は、寛大、高潔を擬人化した女性である。この女性が手にしている宝物には、マリーが大切にしていた真珠の飾り紐も描かれている。画面右に描かれているトランペットを吹く人物像は「名声」の擬人化で、激しく吹かれるそのトランペットの先からは煙が出ている。『ユーリヒでの勝利』は極めて華美な作品で、崩壊した都市を背景に勝ち誇るマリーが描かれている。白い軍馬に騎乗したマリーは、生前のアンリ4世のように戦場で相手を打ち負かしたことを誇示しているのである。

### 『スペイン国境での王女の交換』

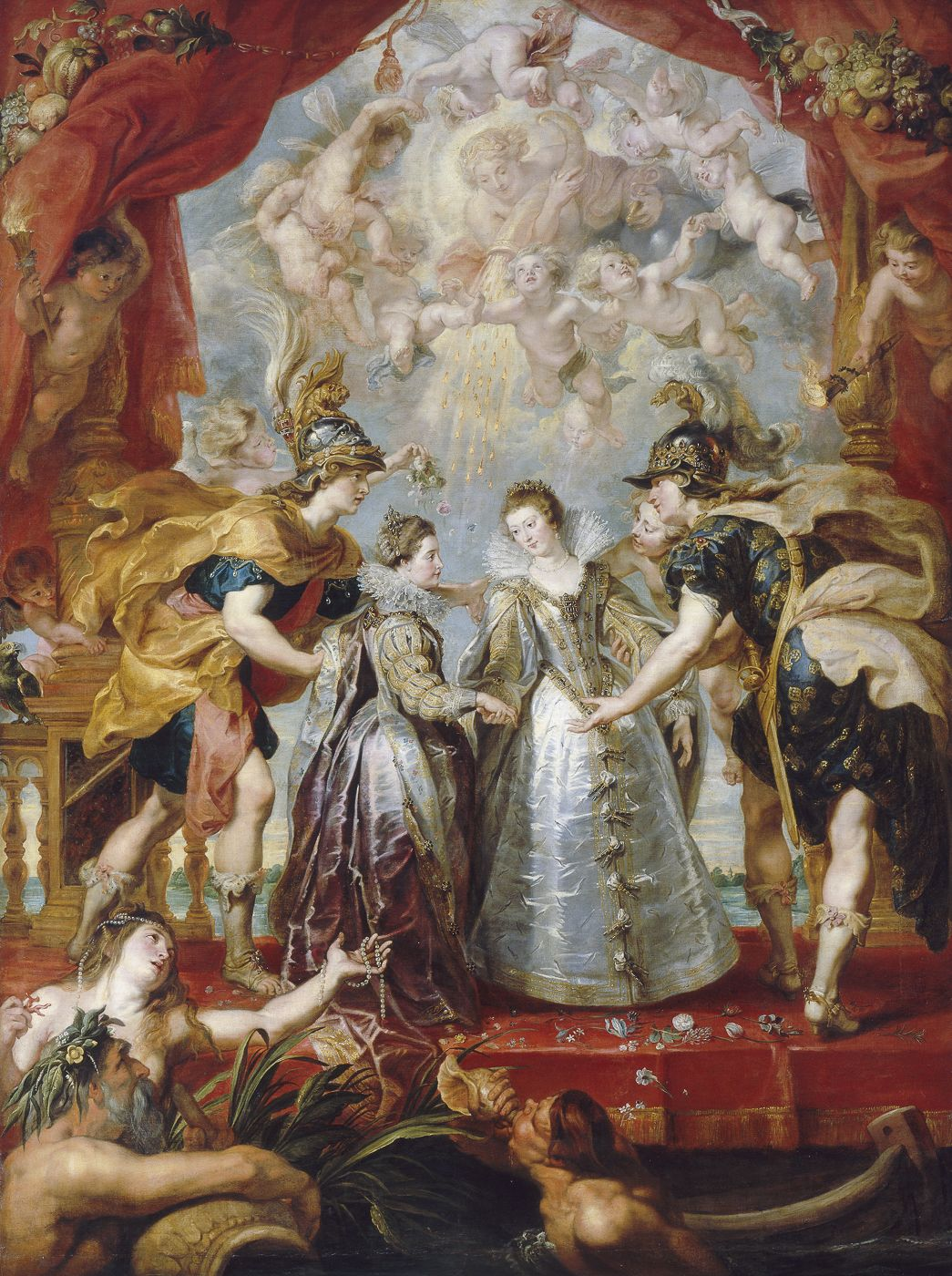
『スペイン国境での王女の交換』
(L'Échange des deux princesses de France et d'Espagne)

『スペイン国境での王女の交換』は、1615年11月9日にマリーの息子ルイ13世とスペイン王女アナ、娘エリザベートとスペイン王太子フェリペとの間で挙行された二重結婚が描かれている。フランスとスペインは互いに若き王女を嫁がせた。介添えしているのはおそらく結婚の神ヒュメナイオスである。王女たちの頭上では2人のプットが婚姻のたいまつを振りかざし、西風の神ウェンティが春を告げる暖かい風とバラの花びらを振りまいている。「国民の幸福 (Felicitas Publica)」を擬人化した神が、豊穣の象徴であるヤギの角から王女たちに黄金のシャワーを浴びせ、その周囲では蝶の羽をもったプットが輪になって飛び交っている。画面下部には河神と海神たちが2人の花嫁に祝意を捧げている。河神は壺に右腕を預け、真珠の宝冠を被ったネレイスが花嫁たちに真珠の飾り紐と珊瑚を婚礼の贈り物として差し出し、トリトンが婚礼を祝福してほら貝を吹いている。
この二重結婚はフランスとスペインの関係強化を意図した政略結婚であり、フランスとスペインの国境を流れるビダソア川の浮島で行われた。互いに右手で握手する2人の王女を、擬人化されたフランス王国とスペイン帝国が介添えしている。画面左側のスペインのヘルメットには、その象徴であるライオンの飾りがあり、右側のフランスはフランスの紋章であるフルール・ド・リスが刺繍された衣服を身にまとっている。当時スペイン王女アンは当時14歳で、フランス王女エリザベートは12歳だった。故国スペインに別れを告げるかのようなためらいを見せるアンに、擬人化されたフランスが優しく左手を差し伸べている。擬人化されたスペインも、エリザベートに左腕を差し伸べている。

### 『摂政マリーの至福』

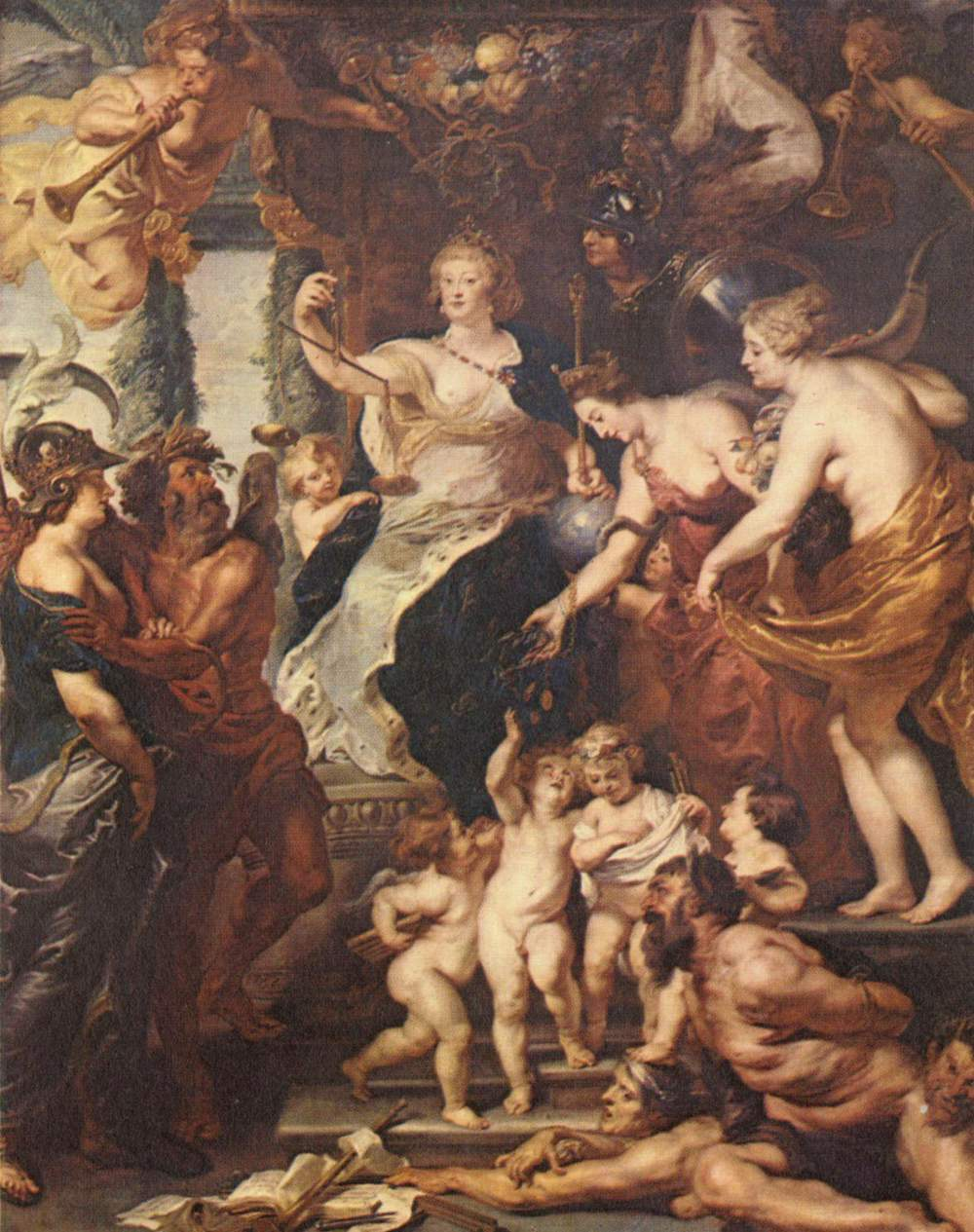
『摂政マリーの至福』
(La Félicité de la régence)

『摂政マリーの至福』はその制作経緯から有名な作品となっている。『マリー・ド・メディシスの生涯』の他の作品はすべてアントウェルペンのルーベンスの工房で制作されたが、この『摂政マリーの至福』だけは、デザインから完成にいたるまでルーベンスがフランスで手掛けた。すでにルーベンスは『摂政マリーの至福』の前に、ルイ13世によるマリーのパリ追放を主題とした作品を完成させていた。しかしながらこの作品が宮中で大きな論争を巻き起こしたために、代替となる新たな作品を完成する必要に迫られたルーベンスが新たに描き直したのがこの絵画である。『摂政マリーの至福』が完成したのは1625年で、『マリー・ド・メディシスの生涯』の連作の中で最後に完成した作品となっている。
描かれているマリーは正義の女神に仮託して描かれ、周囲には古代神話の主要な神々が付き従っている。キューピッド、ミネルヴァ、プルーデンス、アブンダンティア、2柱のファマらがそれぞれの伝統的な象徴物とともに表現されている。そして神々は自らの象徴物、キューピッドは矢、プルーデンスは蛇の形状をした賢明、アブンダンティアはヤギの角をマリーに授けている。兜と盾を身に着けてマリーの左肩近くに立つ知恵の女神ミネルヴァは、マリーの摂政時代が優れたものだったことを示唆している。鎌を持つ時の神サトゥルヌスはフランスの将来を導くものとして描かれ、ファマはその先触れとしてトランペットを手にしている。画面下部の4人のプットの前で打ち倒されているのは、羨望、無知、悪徳が擬人化されたもので、『摂政マリーの至福』にも『マリー・ド・メディシスの生涯』の他の作品と同様に、極めて多くの寓意や象徴がちりばめられた作品になっている。
『摂政マリーの至福』は『マリー・ド・メディシスの生涯』の中でも解釈が容易で分かりやすい作品と言えるが、それでもいくつかの点で議論になってきた。この作品はマリーを正義の女神に例えて賛美した絵画ではなく、「神々が世界を律していた黄金時代、すなわちユースティティアが地上に存在していた時代への回帰」がこの作品の主題であると解釈する説がある。この説はルーベンスが残した「この作品の主題は、フランス王国の特定の事象に言及したものではない」という記録に依っている。この作品に描かれている「市民の冠 (corona civica)」だとされるオークの花冠のような数点の象徴物は、当時のフランスが専制君主に隷属させられている国だと見なされていたことを意味する。さらに黄金時代を統治していたサトゥルヌスがこの作品に描かれていることもこの解釈を示唆しているかのようであり、ルーベンスも黄金時代というテーマを意識していたことはほぼ確実だと言われる。しかしながら、おそらくはこの作品の制作をめぐる一連の騒ぎが原因で、ルーベンスは1625年5月13日に友人のド・ペーレスクに送った重要な書簡が存在している。
ルーベンスが急遽『摂政マリーの至福』を描かなければならなかったこと、ド・ペーレスクへの書簡に黄金時代に言及した文言がないこと、マリーを正義の女神に仮託した絵画作品が当時数点描かれていたことから、ほとんどの研究者から『摂政マリーの至福』は単なる寓意画であり、これはルーベンスの作風と『マリー・ド・メディシスの生涯』の他作品との関連性からも確実であると考えられている。
ド・ペーレスクへの書簡に記されているマリーのパリ追放を描いた作品が撤去されたのは、マリーの「摂政時代の幸福」が当時支持されていたために、ルーベンスは書簡に記したようなより無害な主題の作品を描かねばならなかったと考えられている。ルーベンスは書簡でこの作品についてさらに言及している。

### 『ルイ13世の国王就任』

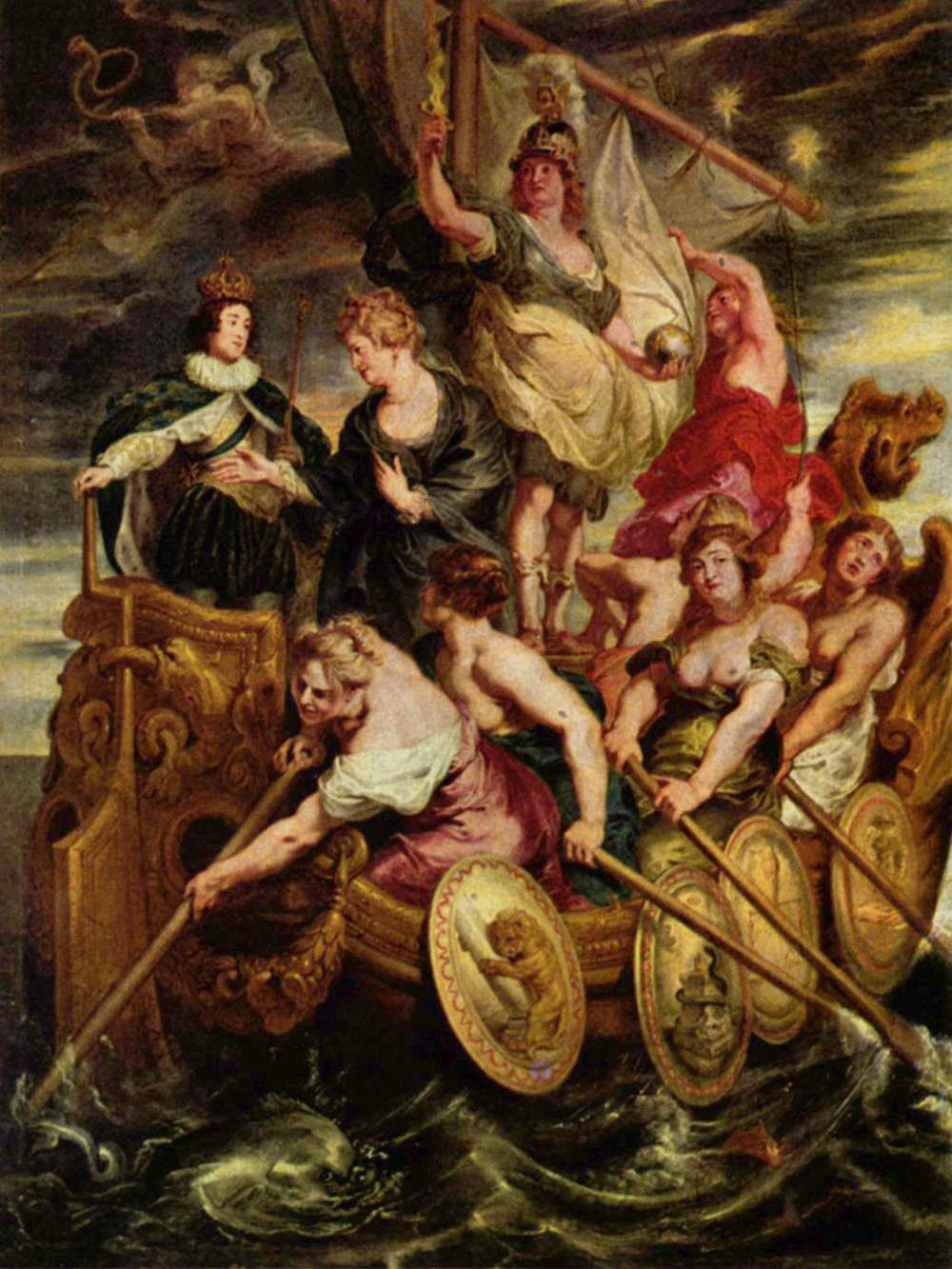
『ルイ13世の国王就任』
(La Majorité de Louis XIII)

『ルイ13世の国王就任』は、母から息子への政権移譲を抽象化、寓意化して描いた作品である。息子のルイ13世が幼少だったため、摂政としてフランスの政権を司っていたマリーが、新たな王ルイ13世へと船の舵を渡している。この船はフランス国土の象徴であり、舵を操るルイ13世がこれからのフランスを導いていくことを意味している。船の漕ぎ手たちが何の寓意なのかは、船体側面に掛けられたそれぞれの象徴物が刻まれた盾から特定できる。画面手前から二人目の漕ぎ手の盾には、4体のスフィンクス、巻きつく蛇、そして下を向く目とともに、輝く祭壇が刻まれている。これらは「敬虔」あるいは「信仰」の象徴で、マリーがルイ13世に対する国内の宗教を一つにまとめあげることへの祈念を意味する。ルーベンスが描いたパレード船とも呼ばれるこの船は、古代ローマの詩人ホラティウスからの影響を受けている。ホラティウスが詠ったパレード船は、船首がドラゴン、船尾がイルカの彫刻で飾られた船だった。ルイ13世は、フランス国土を象徴するこの船を操舵し続けてきた母マリーを見つめている。激しい黒雲のなかには、古代ローマのラッパ (en:Buccina) と、おそらくはトランペットを持つ2柱のファマがそれぞれ描かれている。
4名の漕ぎ手は、擬人化された「力」、「信仰」、「正義」と調和の神「コンコルディア」である。帆を調整しているのは「賢明」の寓意プルーデンスか、「節制」の寓意テンペランスだとされている。画面中央のマスト前に立っているのはフランス王国の化身である。フランスは右手で屹立した炎を掲げ、左手には王国あるいは統治のオーブを持っている。画面の一番手前で櫂を伸ばしている女性像は、盾に刻まれたライオンと円柱から「力」の擬人化だと判断できる。「力」の髪色はマリーと、ルイ13世の髪色は「信仰」と似ている。マリーの傍らに「力」の化身が描かれた作品からは王太后が持つ権力が連想される。しかしながらマリーの外貌は受け身であり、以降ルイ13世がフランスの王権を握ることを、これ以上ない優雅さで認めているように表現されている。

### 『ブロワ城からの脱出』

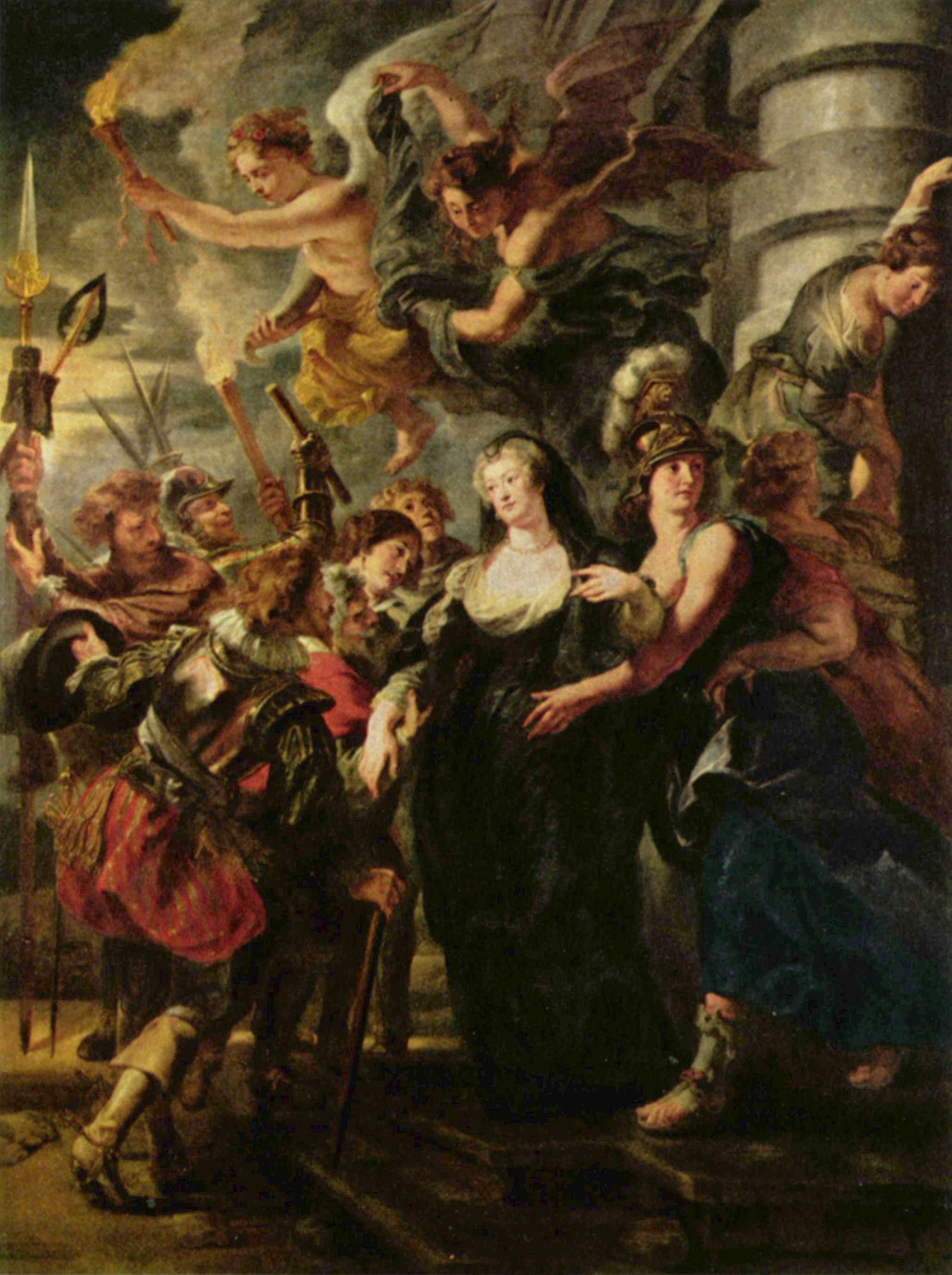
『ブロワ城からの脱出』
(La Fuite de Blois)

『ブロワ城からの脱出』は、幽閉されていたブロワ城からのマリーの脱出事件を描いている。マリーは威厳に満ちた立ち姿で描かれ、マリーの物腰からはカトリック教徒の召使いや兵士たちでその場が混乱状態に陥っていることが示唆されている。後にマリーがフランスの表舞台に復帰することが、夜の神ニュクスと曙の神アウロラが描かれていることから分かる。夜の神が事件が起こった時刻を表し、曙の神が女王を群衆から保護してその道を明るく照らしだすという、神話の役割通りの意味で描かれている。ルーベンスはこの作品を正確な写実ではなく、マリーの英雄的精神をより強調して描いた。マリーのブロワ城脱出が記録された古文書によると、『ブロワ城からの脱出』に描かれている情景は史実と全くかけ離れたものになっている。ルーベンスはマリーの気分を害することを危惧して、この絵画にマリーに対する否定的事物を一切描いていない。このことが『ブロワ城からの脱出』を写実的ではない雰囲気を持つ作品にした。マリーは簡素な外観で描かれているが、軍隊を圧倒する権力を持っていることが暗示されている。脱出する際に経験したであろう、いかなる苦難もマリーの様子からは感じられない。画面前面に描かれている、マリーに近づこうとしている男性が誰なのかは分かっていない。背景に描かれている大きな人物像は軍隊の擬人化で、マリーの信念が軍隊よりも権威があることを象徴している。

### 『アングレームの条約』

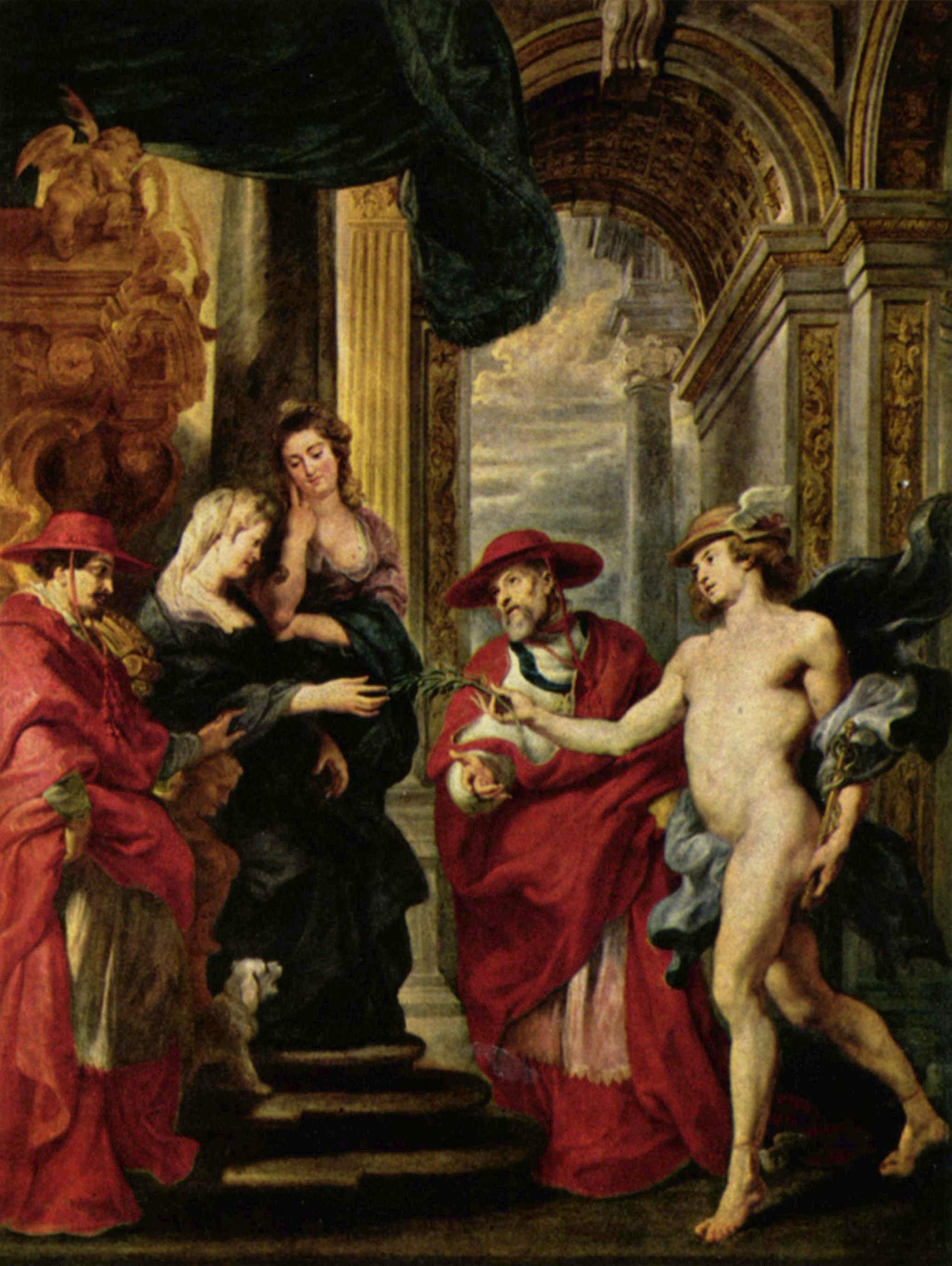
『アングレームの条約』
(Le Traité d'Angoulême[modifier)

『アングレームの条約』には、神々の伝令メルクリウスが差し出すオリーヴの枝をにこやかに受け取るマリーが描かれている。二人の司祭は、ルイ13世が出した追放命令によって生じた両者の対立について、マリーが話し合いに応じる用意があることを意味している。ルーベンスはマリーを描くにあたっていくつかの技法を用い、明瞭な光の中に立つマリーが若き王の守護者であり、経験豊富な助言者であるかのように表現している。マリーの背後の台には、ミネルヴァの象徴である叡智と、勝利と苦難を象徴する月桂樹を手にした2人のプットの彫刻がある。この月桂樹はマリーの潔白を意味している。マリーの謙虚な、しかしながらすべてを悟ったような眼差しはマリーが持つ叡智を告げている。密接して描かれたマリーと司祭たちは、メルクリウスが象徴する不実なルイ13世側とは異なって、マリー側が誠実な立場であることを示唆する。ルーベンスは、メルクリウスがカドゥケウスを腿裏に隠すように持っている描写により、メルクリウスを不正直な存在であるという印象を持たせている。ルイ13世とマリーには未だにしこりがあるということを際立たせるために、司祭やメルクリウスが描かれているのである。マリーの足元で吠えている犬は、悪意を持って近づいてくる他者に対する警戒を意味する。様々な寓意と象徴が用いられ、複数の意味に解釈可能でつかみどころのない作品である『アングレームの交渉』に、ルーベンスはマリーを良識的で分別のある女性として表現、あるいは「誤った表現」で描いた。いずれにせよ、この作品のマリーは優しさに満ち、謙虚な母親であるとともに、生来の君主の威厳をもって描かれている。一連の『マリー・ド・メディシスの生涯』の作品の中でも、この『アングレームの交渉』がもっとも解釈が難しく、議論となってきた作品であり、定説となっているものもほとんどない。少なくとも確実であろうことは、マリーが自身の王権を主張してはいるが、それでもなお、母子の関係修復に向かって一歩目を踏み出した情景を描いた作品だろうということである。

### 『アンジェの平和』

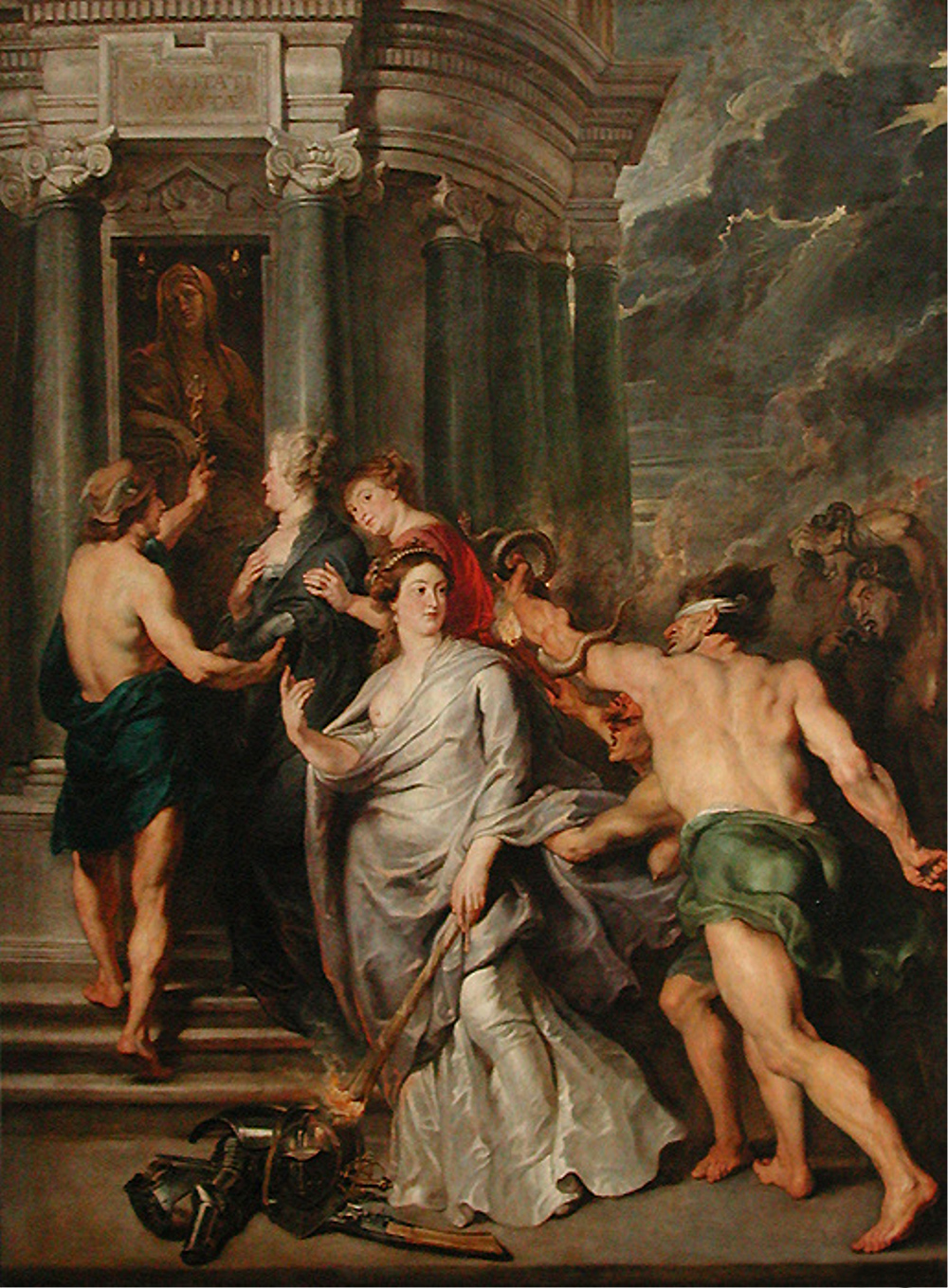
『アンジェの平和』
(La Conclusion de la paix à Angers)

『アンジェの平和』には危機から逃れるマリーが描かれている。1620年にマリーはルイ13世に対して反乱を起こしたが、レ・ポン＝ド＝セの戦いで敗北し、アンジェで不本意な休戦協定にサインさせられた。マリーが保護を求めていることが、治安を司る神殿、柱間の不吉な象徴物、空を覆う黒雲で表現され、さらに不本意な休戦を受け入れることに対する動揺を意味する象徴物も描かれている。円形の神殿は古代から現代に至るまで見られる構造で、ユノとマリー自身に関係のあるイオニア様式の建物でもある。神殿上部のくぼみには「アウグスタの保護 (Securitati Augustae)」と刻まれた銘板があり、この建物が王太后を保護する神殿であることを表している。『アンジェの和睦』がマリーの安全、あるいは保護を主題とした作品であるかについては議論があるが、敗北に屈することのないマリーの精神性が描かれていることは確かである。古代ローマ風の情景に描かれたマリーは神の力の体現者として描かれており、マリーの顔を照らす光がそのことを鑑賞者に訴えかけている。これら様々な寓意や象徴を突き詰めていくと、マリーの神格化に収斂していく。異なる衣装を着用した2人の女性はどちらも「平和」の擬人化であり、このことからもルーベンスは『アンジェの平和』の鑑賞者に困惑あるいは興味を与えることによって、この作品をより深く全体を通じて鑑賞してもらうことを期待していたと考えられている。

### 『完全なる和解』

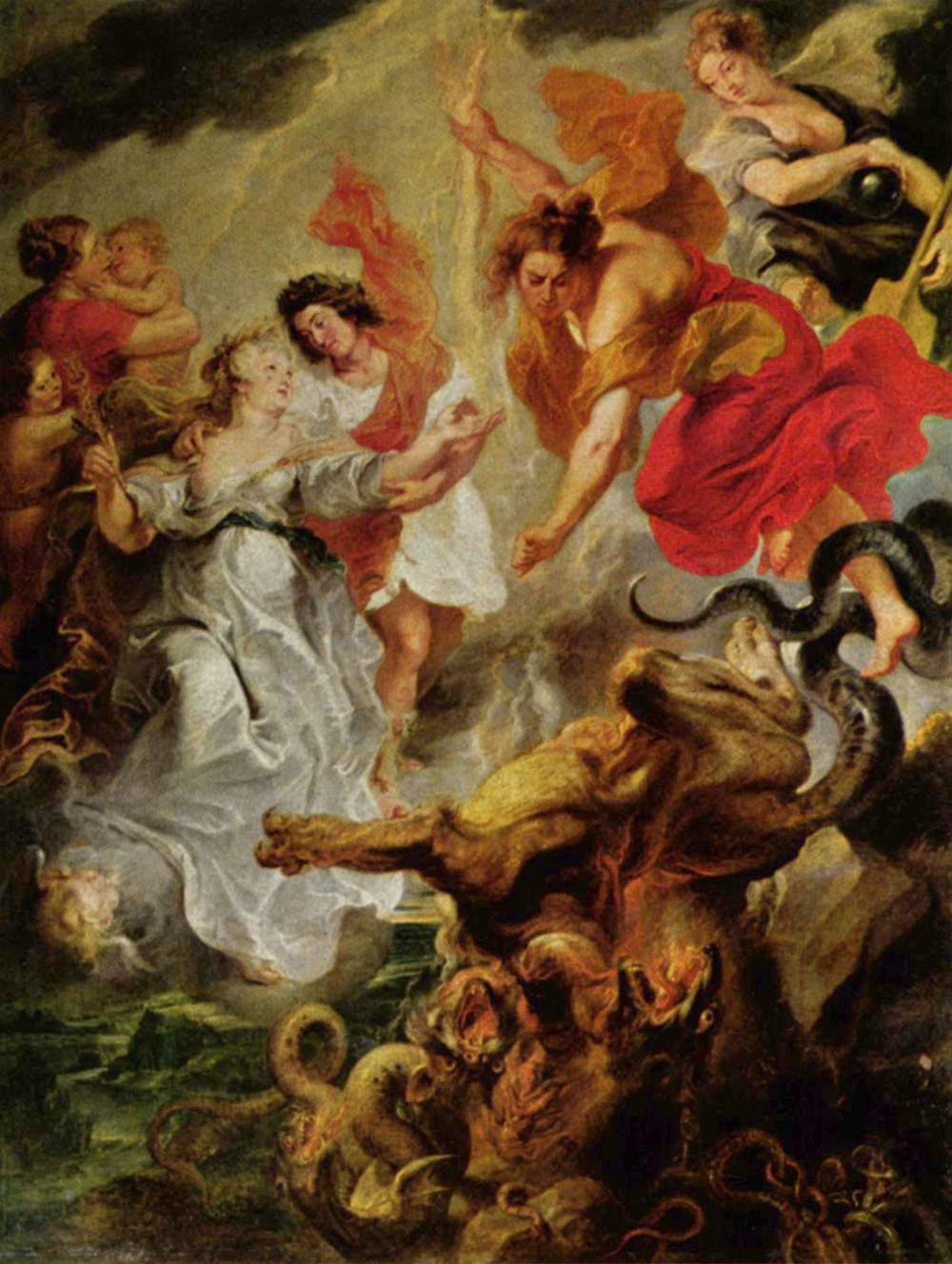
『完全なる和解』
(La Parfaite Réconciliation de la reine et de son fils)

『完全なる和解』には、多頭のヒュドラに致命傷を与える擬人化された「神の法」と、それを見つめる「摂理」が画面前景に描かれている。瀕死のヒュドラは、ルイ13世の寵臣で1621年に病死したリュイヌ公シャルル・ダルベールに擬せられている。フランス軍最高司令官でマリーと対立していたダルベールの死は、マリーとルイ13世の関係改善に寄与するのではないかと思われたが、マリーの最大の敵であったコンデがすぐにダルベールの地位を継いだ。歴史的事実を汎化し、寓意や象徴を用いて慎重かつ曖昧に描き出すというルーベンスの技術は、とくに和平や和解を絵画に表現する際に極めて有効な技法だった。自身の寵臣で、マリーのパリ追放時に殺害されたアンクル侯爵コンチーノ・コンチーニの名誉挽回を願っていたマリーは、コンチーニの死に関係していたダルベールへの個人的反感を描かそうとした可能性もある。しかしながら、後に騒動の種が生じることを嫌ったルーベンスは具体的な描写を避け、寓意画としてこの作品を描き上げた。あくまでも芸術家としての王道を選んだルーベンスは、政治的主張を作品に盛り込むのではなく、美徳が悪徳を駆逐して平和裏に和解が訪れる情景としてこの作品を描いたのである。
ダルベールはルイ13世とマリーが激しく対立する原因となった人物であると見なされていた。そのため神々の怒りを買い、地獄に落とされたダルベールを激しく非難する作品だと解釈することは、さほど難しいことではない。『和解』ではルイ13世はアポロンに擬せられて描かれている。アポロンはヒュドラの死に無関心で、その死が当然のことであるかのように描かれている。ヒュドラに死を与える役割はアマゾネスのような姿の女戦士に任されている。なお、現在の作品にはその痕跡も残っていないが、『和解』の初期の下絵にはかつての寵臣を忘れ去り、女戦士と共に平然とヒュドラを虐殺していたルイ13世が描かれている。

### 『真理の勝利』

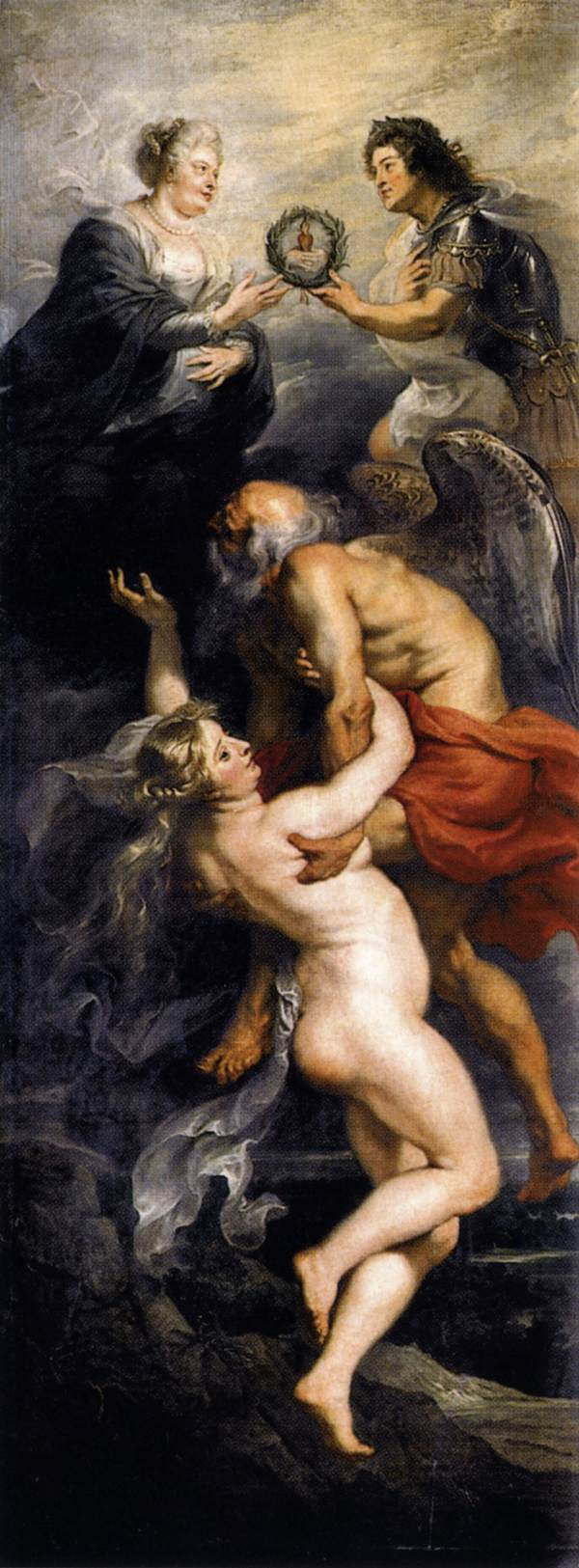
『真理の勝利』
(Le Triomphe de la Vérité)

『真理の勝利』はマリーの生涯に関する絵画としては最後になる作品で、ルイ13世とマリーとの和解が天国を背景にした純粋な寓意画として描かれている。マリーとルイ13世は天界に浮かび、調和、相互理解の女神コンコルディアの象徴を手にして見つめ合っている。コンコルディアはルイ13世からの謝罪と、両者の間に訪れた和平を示唆している。画面下部には時の神サトゥルヌスが真理の女神ウェリタスを天国へと抱え上げ、真実と両者の和解を「白日の下にさらそうと」している。『真理の勝利』では時の神と真理の女神の描写が画面全体の4分の3ほどを占め、残りの画面上部にはマリーとルイ13世が描かれている。マリーの姿態は大きく描写され、ルイ13世より大きな空間を占めている。明瞭に描かれたマリーの身体は画面に向かって正対しており、このことがマリーの重要性を際立たせる機能を果たしている。また、マリーをルイ13世と同じ身長で描くことで、より一層マリーの重要性が強調されている。ルーベンスは『真理の勝利』に描かれている人物像の仕草や視線を効果的に用いることで、マリーの重要性を最大限に高めている。コンコルディアの身体はマリーへと向かい、サトゥルヌスの視線はマリーを見上げている。どちらの神もルイ13世には無関心である。
ルーベンスは『マリー・ド・メディシスの生涯』の他作品と比べて、『真理の勝利』でのマリーとルイ13世をより年齢を重ねた外貌で描いている。両者の真の和解は文字通り天国でしか結ばれなかったのかも知れない。現在では『マリー・ド・メディシスの生涯』はマリーのフランス統治を主題とした連作だと考えられている。ルイ13世の寵臣シャルル・ダルベールの死が、マリーとルイ13世の和解に大きな役割を果たした。1622年1月にマリーは王立議会への再任を果たし、かつての汚名をすすいで名誉を完全に回復した。『正義の勝利』は、マリーとルイ13世の関係修復を通じて真実が明らかになったことを伝えるために描かれた作品なのである。
アンリ4世の死後、摂政としてフランスを統治したマリーの政治的思想として、諸国との外交は婚姻政策によるべきだというものがあった。『マリー・ド・メディシスの生涯』の掉尾となるこの『正義の勝利』は、娘アンリエット・マリーとイギリス王太子チャールズとの結婚に間に合わせるために急いで制作された作品だった。

### 肖像画
残る3点の作品は、マリー、父であるトスカーナ大公フランチェスコ1世、母であるトスカーナ大公妃ジョヴァンナの肖像画である。両親の肖像画は、それぞれリュクサンブール宮殿の暖炉の両側に飾られていた。フランチェスコ1世の肖像画は暖炉の向かって右側に掛けられており、マリーの私室へ通じる廊下に面していた。フランチェスコ1世はアーミンの毛皮でふちどりされたマントを羽織り、胸元にはフランチェスコ1世の父コジモ1世が創設した、トスカーナ聖ステファノ騎士団の十字架を下げている。ジョヴァンナの肖像画は暖炉左側で、出入り口に向かって飾られていた。ジョヴァンナは金糸で刺繍された銀のガウンを着用しているが、その高貴な出自を示唆するような衣装は何も身に着けていない。ジョヴァンナの肖像画は、人物描写、デザインともに、イタリア人画家アレッサンドロ・アローリ（en:Alessandro Allori、1535年 - 1607年）が描いた肖像画によく似ており、同じくイタリア人画家ジョヴァンニ・ビゼッリ（en:Giovanni Bizzelli、1556年 - 1610年頃）もアローリの肖像画の模写を残している。ルーベンスはこれらの肖像画を目にしていたと考えられており、ジョヴァンナの肖像画もその影響を受けている。しかしながら、ルーベンスが描いたこのジョヴァンナの肖像画は全体的に印象が薄く、アローリの作品よりも評価が低い。ルーベンスは、高貴な人物を描くための16世紀当時の伝統的手法を排除し、ゆったりとした物腰のジョヴァンナを描いた。単純なドレープの衣装で描かれたジョヴァンナは、病弱で弱々しい印象を与えている。フランチェスコ1世の肖像画に影響を与えた作品は分かっていない。しかしながらルーベンスがこの歴史的人物を描くに当たって、何らかの信頼できる作品を参考にした可能性はある。具体的にはフランチェスコ1世とフランチェスコ1世の弟フェルディナンド1世の彫像ではないかと考えられている。ジョヴァンナの肖像画とフランチェスコ1世の肖像画はそれぞれの作風が大きく異なっており、さらにはどちらの作品もルーヴル美術館の「メディチの間」に展示されている他の作品と全く調和していない。描かれている背景も殺風景で、虚栄心に満ちているかのような豪奢なマリーの肖像画とは比べるべくもない。ルーベンスはリュクサンブール宮殿に飾るための作品の多くを寓意あふれる絵画として描いたが、フランチェスコ1世とジョヴァンナの肖像画の構成は単純であり、平凡なものになっている。さらにこの2点の肖像画は、どちらもモデル本人に「似ていない」とさえ言われている。

## 『アンリ4世の生涯』
もともとは『マリー・ド・メディシスの生涯』の制作依頼に、アンリ4世の生涯を描いた絵画の制作も含まれていたが、結局完成することはなかった。この通称『アンリ4世の生涯』は24点からなる連作で、アンリ4世がその生涯に「経験した戦争、遠征、都市包囲戦などの軍事的成功」を描く予定になっていた。リュクサンブール宮殿のマリーが住む翼棟とアンリ4世が住んでいた翼棟は、アーチ構造の展示室部分で接続される計画になっていた。最終的には『マリー・ド・メディシスの生涯』と『アンリ4世の生涯』が完成すれば、この展示室にそれぞれの連作の絵画が対になる絵画とともに飾られる予定だった。
『マリー・ド・メディシスの生涯』を制作中だった時期に、ルーベンスは『アンリ4世の生涯』用の下絵を描いていない。ルーベンスが残した書簡には、その主題が「あまりに大規模で壮大であるため、展示室が10は必要でしょう」と書かれた箇所がある。また、1628年1月27日には、ルーベンスがこれまでに一度も『アンリ4世の生涯』用の下絵を描いたことがないと発言した記録も残っている。のちにルーベンスが『アンリ4世の生涯』のために描いた、9点の油彩下絵と5点の大きな未完の絵画が現存している。下絵の多くは『パリ攻略』のようなアンリ4世が関係した戦争を主題として描かれていた。
『アンリ4世の生涯』が未完に終わった重要な理由として、当時の政治的情勢が挙げられる。1631年にマリー・ド・メディシスは、国王ルイ13世を凌駕するほどの権力を持っていた枢機卿リシュリューによってパリを追放された。その結果リュクサンブール宮殿の展示室の建築が何度となく延期され、『アンリ4世の生涯』の制作計画も完全に停止されている。そして『アンリ4世の生涯』の制作に関する全権を任されたリシュリューは、虚構に基づいたアンリ4世の絵画の制作中止をルーベンスに言い渡した。リシュリューが『アンリ4世の生涯』の制作中止を決めたのは、政治的な側面も大きかった。スペイン王家から外交官としても重用されていたルーベンスは、この時期マドリードに滞在し、スペインとイングランドの親善外交の任務のためにロンドンへ赴く準備をしていた。ルーベンスが受けていたこの任務は、リシュリューが掲げる外交政策とは真っ向から反するものだった。ルーベンスはリシュリューから疎まれるようになり、リシュリューはルーベンスの代わりとなるイタリア人芸術家を熱心に探し始めた。ルーベンスの制作作業も途絶えがちとなっていき、1631年にマリーが追放されると『アンリ4世の生涯』の制作が完全に中止されることとなったのである。ルーベンスにとってみれば、政治的背景を理由とした絵画制作の中止は茶番であり、このことが自身の画家としてのキャリアに及ぼすかもしれない影響にも楽観的だった。「私はすでに他からの依頼による作品に取りかかっています。この作品の題材が以前のもの（『アンリ4世の生涯』）よりも、私の評価を上げてくれることを確信しています」

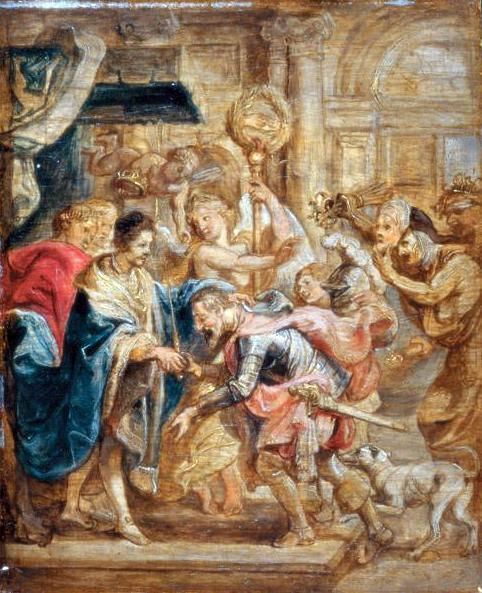
『アンリ3世とナバラ王アンリの和解』
ロチェスター大学記念美術館（ニューヨーク）

『アンリ4世の生涯』の下絵の中に『アンリ3世とナバラ王アンリの和解』と呼ばれる、アンリ4世がフランス王の座に大きく近づことになった出来事を主題とした重要な下絵がある。当時のフランス王はアンリ3世で、アンリ3世には継嗣がいなかったために弟のアンジュー公フランソワが王位継承権第一位だった。しかしながらフランソワが1584年に死去すると、フランス王位継承者はナバラ王アンリ（後のフランス王アンリ4世）だと目されるようになった。しかしながら教皇勅書で、ナバラ王アンリのフランス王位継承権の無効とカトリック教会からの破門が宣言されたため、ナバラ王アンリはこれに異議を申し立て、フランス王位継承権を巡って「三アンリの戦い (en:War of the Three Henrys)」に突入していった。その後、対立していたカトリック同盟の指導者ギーズ公アンリ1世を暗殺したことでパリを追われたアンリ3世は、ナバラ王アンリと会見し、ナバラ王アンリの王位継承権を認めることで和解して事態の収拾を図ろうとした。この時の情景をルーベンスが描いた下絵『アンリ3世とナバラ王アンリの和解』は玉座の謁見室を舞台としているが、当時の記録によると両者の会見は多数の人々に注視されている庭で行われている。『アンリ3世とナバラ王アンリの和解』では、アンリ3世の前で頭を垂れるナバラ王アンリが描かれており、当時の目撃証言からもこの様子が事実であることが確実視されている。『アンリ3世とナバラ王アンリの和解』にはアンリ3世の上で王冠を持ち上げるプットが描かれており、フランスがアンリ4世に移譲されることを示唆している。ただし実際にナバラ王アンリがアンリ4世として政権を掌握するのは、数カ月後の1589年8月1日にアンリ3世が暗殺されてからのことだった。ナバラ王アンリの背後には、ナバラ王の記章である羽飾りつきの兜を持つ小姓が描かれ、その足元には忠誠を象徴する犬が描かれている。アンリ3世の背後には、おそらくは「詐欺」と「不和」を擬人化した2人の不吉な人物像が描かれている。

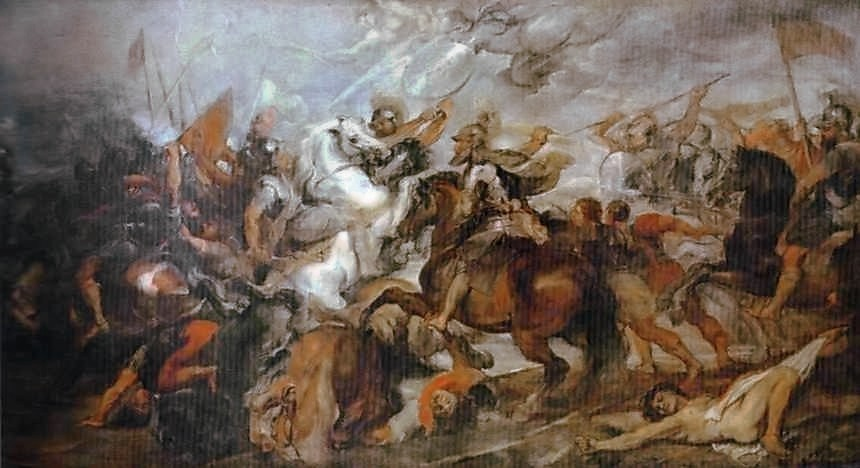
『イヴリーの戦い』
ウフィツィ美術館（フィレンツェ）

『アンリ4世の生涯』は、アンリ4世が経験した数々の戦争が主題となっていた。その暴力的で激しい構成は、『マリー・ド・メディシスの生涯』に描かれた平和や威厳ある人柄といった構成と好対照といえるものになっている。『イヴリーの戦い』（ウフィツィ美術館、フィレンツェ）は、アンリ4世がパリを統一するにあたって、もっとも重要な役割を果たした戦いを描いた下絵である。主にグレイで彩色されたこの下絵には「アンリ4世の戦いの中でもっとも有名」な戦いで際立つ、戦装束に身を包んで燃え上がる剣を掲げるアンリ4世が描かれている。アンリ4世の背後には勝ち戦に狂乱する、後ろ足で立つ馬や落馬した騎士などの軍勢が描かれている。この『イヴリーの戦い』は『マリー・ド・メディシスの生涯』の『サン＝ドニの戴冠』と対になる作品として描かれる予定だった。

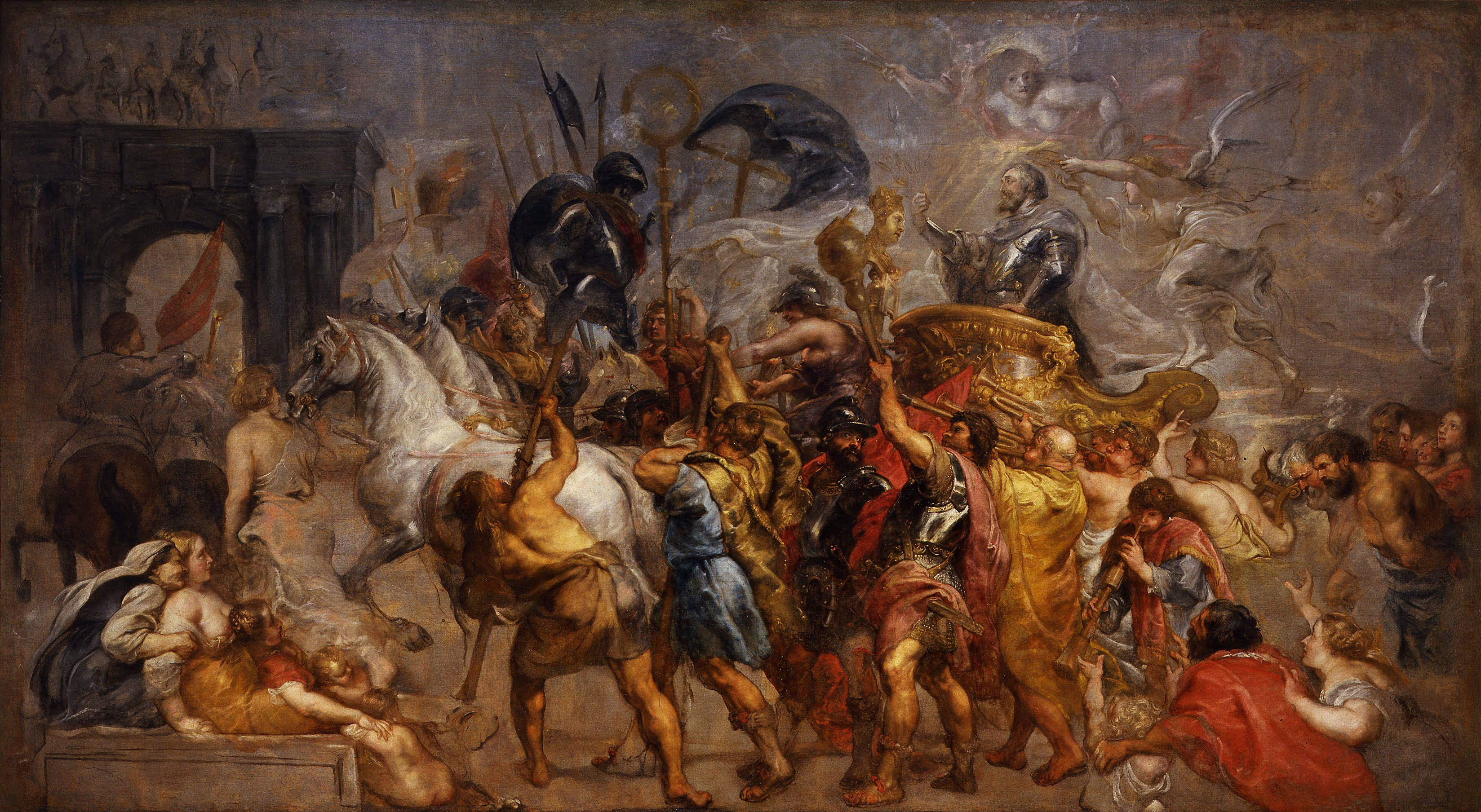
『アンリ4世のパリへの凱旋』
ウフィツィ美術館（フィレンツェ）

『アンリ4世のパリへの凱旋』（ウフィツィ美術館、フィレンツェ）の下絵には、最後の重要な戦いを終えてパリに凱旋するアンリ4世が描かれている。ルーベンスはこの『アンリ4世のパリへの凱旋』を「もっとも大規模で重要な」絵画として、リュクサンブール宮殿展示室の最後を飾るに相応しい作品にしたいと考えていた。『アンリ4世のパリへの凱旋』には平和を象徴するオリーヴの枝を手に、古代ローマ皇帝の装束でパリへ凱旋するアンリ4世が描かれている。とはいえ、実際にはアンリ4世がローマ皇帝の出で立ちでパリに凱旋したことはない。あくまでもローマ皇帝の装束は、勝利の象徴として採用されていると考えられている。描かれている建物や凱旋門は当時のパリには存在していなかった。何らかの歴史的出来事をもとにしているのではなく、古典的な寓意であり、この時点でのアンリ4世の最終的な目標はフランス王位だった。『アンリ4世のパリへの凱旋』は『マリー・ド・メディシスの生涯』の『アンリ4世の神格化とマリーの摂政宣言』と対になる作品だった。
『パリでのアンリ4世の慈悲』は、『マリー・ド・メディシスの生涯』のオリンポスでの平和を描いた情景に対応している。アンリ4世の平和は俗界に描かれ、マリーの平和は天界に描かれている。『パリでのアンリ4世の慈悲』には、アンリ4世の軍勢が反逆者たちを橋の上から川へ投げ込んで、パリを攻略していく情景が表現されている。その一方で画面左隅には、慈悲を持って寛大な処置を側近たちと話し合うアンリ4世の姿が描かれている。